# Église Saint-Étienne de Caen
Pour les articles homonymes, voir Église Saint-Étienne.
L'église Saint-Étienne de Caen, anciennement abbatiale Saint-Étienne de Caen, est un lieu de culte catholique sur le territoire de la commune française de Caen, dans le département du Calvados, en région Normandie. Construite à partir du XIe siècle par Guillaume le Conquérant comme église abbatiale de l'abbaye aux Hommes, ou abbaye Saint-Étienne, elle est devenue église paroissiale après la Révolution française. Elle ne doit pas être confondue avec l'église Saint-Étienne-le-Vieux située à proximité.
Au cœur du très bel ensemble architectural de l'abbaye construit entre les XIe et XVIIIe siècles, son impact est essentiel sur l'histoire de l'art en Normandie et en Angleterre. Elle fait l’objet d’un classement au titre des monuments historiques par liste de 1840.

## Historique

### La construction de l'église romane (auxXIeetXIIesiècles)

#### XIesiècle
L'abbaye est fondée vers 1063 par Guillaume le Conquérant. Elle est construite hors des murs de la ville où il n'existe aucun bâtiment sauf peut-être une chapelle.
Pendant les quatre années de l'abbatiat de Lanfranc, de 1066 à 1070 avant d'être nommé archevêque de Canterbury, il achète des terrains et des carrières. La construction de l'église bénéficie des larges revenus que l'abbaye retire de ses domaines reçus après la conquête normande de l'Angleterre.
Ce n'est cependant que le deuxième abbé de Saint-Étienne, Guillaume Bonne-Âme qui assiste le 13 septembre 1077 à la dédicace de l'église. La solennité est présidée par l'archevêque Jean d'Avranches, entouré des évêques ses suffragants et d'un grand nombre d'abbés et de seigneurs. Elle a lieu en présence du roi et de la reine Mathilde, de leur fils Robert, de Lanfranc, archevêque de Canterbury et de Thomas, archevêque d'York. On place sur l'autel la grande charte de fondation et les autres chartes des vassaux qui avec leurs nouvelles richesse dues à la conquête ajoutent de nouveaux dons.
On trouve en fait plusieurs dédicaces, en 1073, 1077, 1081 et 1086, qui pourraient correspondre au chœur, à la croisée du transept et aux deux travées Est de la nef, mais une construction par tranches horizontales, tout au moins pour les deux derniers niveaux est plausible.
L'extrême régularité et l'ampleur du parti architectural de l'église Saint-Étienne suggère que Lanfranc a fait appeler l'un des meilleurs architectes de son temps et voulu le caractère grandiose de l'édifice. Mais il serait imprudent d'aller au-delà de ces considérations d'ensemble : l'édifice marque l'aboutissement des recherches régionales antérieures dont l'abbaye de Bernay et l'abbaye de Jumièges.
Les portions qui restent de l'église Saint-Étienne sont semblables en plan et en arrangement aux portions correspondantes de la cathédrale de Canterbury : même nombre de piliers, des tours à l'Ouest, des transepts sans ailes, une tour centrale, un pilier portant une voûte à l'extrémité de chaque croisillon du transept, les dimensions entre les murs sont de 73 pieds anglais à Saint-Étienne, 74 à Canterbury, la distance de la tour centrale à la façade Ouest et la longueur du transept identiques, 187 pieds et 127 pieds anglais.
Le plan primitif est bien conservé au niveau de la nef, mais il reste peu de traces au niveau du chœur, reconstruit plus tard dans le style gothique. L'église Saint-Étienne appartenait à la série des plans dits bénédictins adopté auparavant par l'abbaye de Bernay et l'église Sainte-Trinité de l'abbaye aux Dames, mais avec le chevet à déambulatoire avec ou sans chapelles rayonnantes qui prévalaient ailleurs. Elle devait probablement ce plan à l'abbaye Notre-Dame du Bec qui avait fourni ses premiers moines et le popularisa en Normandie et en Angleterre.
Dans la nef, les voûtes reconstruites au XVIIIe siècle reproduisent les voûtes primitives. Les bas-côtés étaient disposés pour recevoir des voûtes d'arêtes comme celles des croisillons du transept. Les piliers forts et faibles de la nef que l'on trouve aussi à la collégiale Notre-Dame de l'abbaye de Jumièges étaient probablement disposés pour recevoir des voûtes d'arêtes sur plan carré[réf. nécessaire].
La travée de façade, bien que paraissant avoir fait partie des constructions primitives, a dû être construite après coup, mais semble avoir fait partie du plan original, car les départs des tours existent sur une hauteur d'environ 1,50 m sur la tour nord-ouest et sur un étage pour accrocher les bâtiments claustraux sur la tour sud-ouest. Cette travée a été bouchée au XVIIIe siècle pour la construction de l'orgue. Le corps carré des clochers est de construction romane.
Il est probable que le chœur comportait trois travées. Sa largeur était la même que celui qui lui a succédé au XIIIe siècle, que son abside était épaulé par des contreforts plats[réf. nécessaire]. Les bas-côtés du chœur devait, comme ceux de la nef, être voûtés en arc de cercle. Il est possible que le chœur ait pu être voûté comme dans l'église Saint-Nicolas et l'église de l'abbaye aux Dames. L'abside devait s'élever sur trois niveaux comme c'est le cas dans l'église de Lessay ou d'autres églises à tribunes normandes. Les deux bas-côtés du chœur comportaient deux travées terminées par une abside en arc de cercle à l'intérieur et un chevet plat à l'extérieur. Ces bas-côtés ne communiquaient pas avec le chœur par des arcades mais par un mur percé d'une porte à la seconde travée. Des ressauts reliaient l'absidiole à l'abside principale. Le sol était à un niveau inférieur de 52 cm par rapport au dallage actuel.
Le 9 septembre 1087, Guillaume le Conquérant meurt à Rouen. Son corps est transféré à Caen et il est inhumé dans l'église Saint-Étienne.

#### XIIesiècle
Les premières années du XIIe siècle sont marquées par un changement dans la technique de construction visible par l'épaisseur des joints. Le chœur fut très probablement voûté d'arêtes comme l'église Sainte-Trinité de l'abbaye aux Dames et l'église Saint-Nicolas.
Dans la nef, les piliers forts et faibles se concilient mal avec des voûtes d'arêtes mais s'accordent très bien avec des voûtes sexpartites sur croisée d'ogives. Ce projet change complètement l'aspect du triforium dont il reste toutes les constructions antérieures dans la nef sauf une colonne par travée.
Dans le transept, les colonnes qui portaient l'arcade du XIe siècle sont noyées dans un mur relié à celui de l'extérieur à l'endroit de la poussée des voûtes et les croisillons du transept sont voûtés en voûtes d'arêtes à nervures. Dans la tour centrale, quatre colonnes sont ajoutées pour porter la voûte de la lanterne. Dans la travée de l'orgue, l'arc géminé est remplacé par un arc unique entouré d'une fresque crénelée. La tourelle de l'escalier du croisillon Nord du transept porte la portion octogonale du XIIe siècle sur la base carré primitive

La période romane
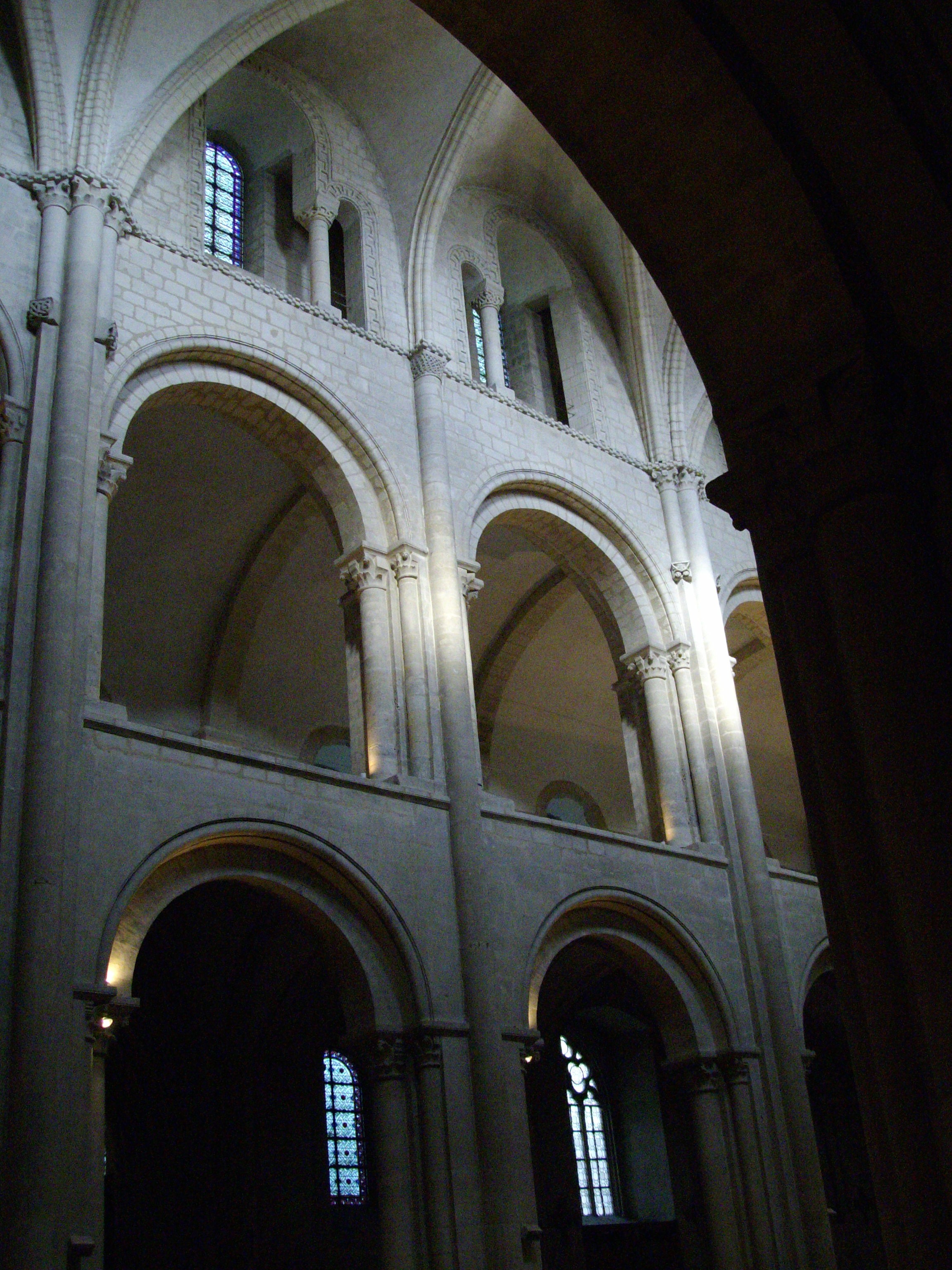
L'élévation romane à trois niveaux.
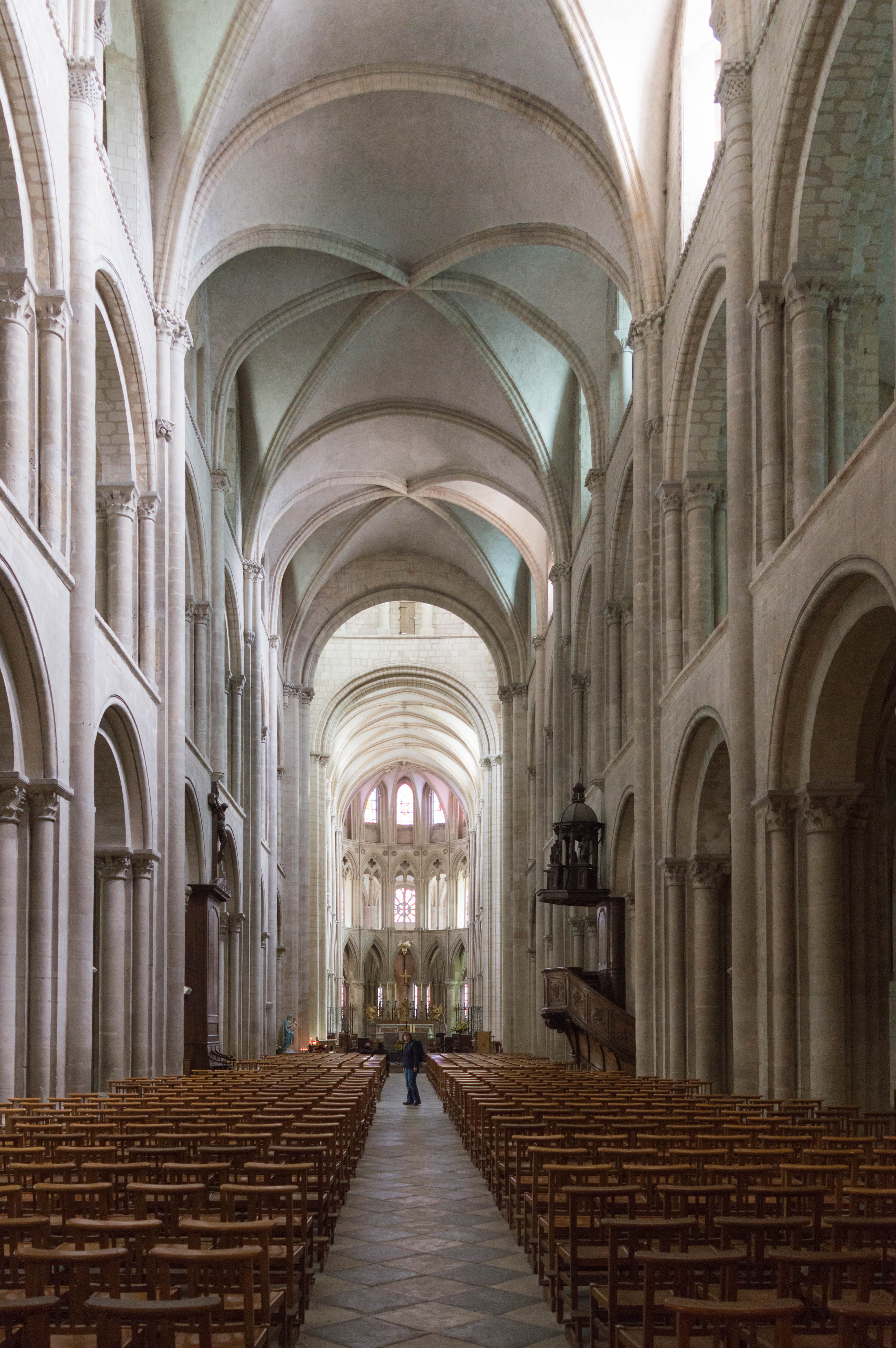
La nef romane, vue vers l'Est.
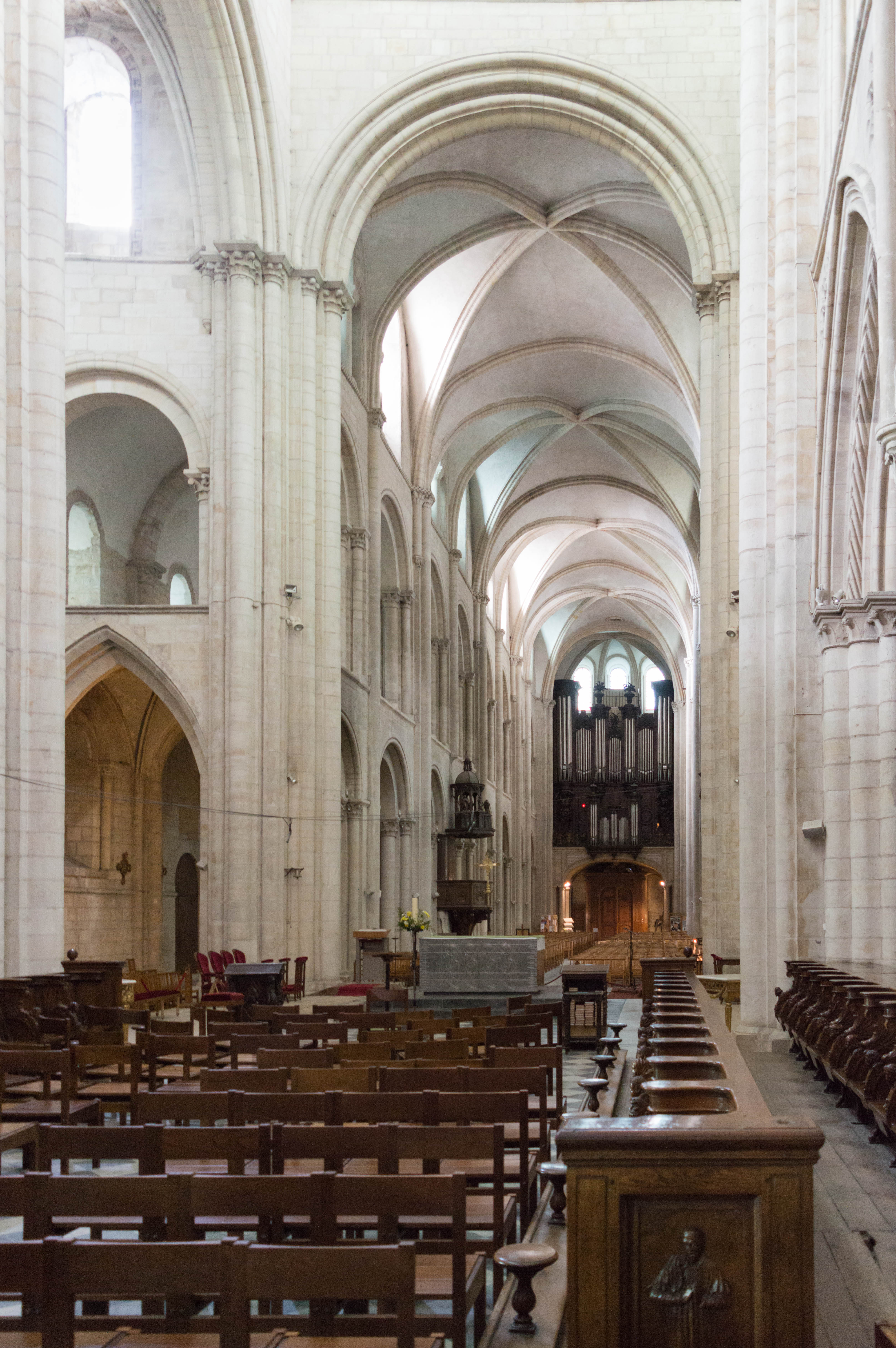
La nef romane, vue vers l'Ouest.

### La reconstruction partielle dans le style gothique (duXIIIesiècleau début duXVIesiècle)
À la fin du XIIe siècle, l'église est entièrement terminée, les voûtes sont à peine achevées que l'abside n'est déjà plus en rapport avec les changements qui se sont introduits dans les dispositions du chœur des grandes églises. L'autel qui était près de la croisée du transept est reporté plus à l'est et un déambulatoire construit autour du chœur donne accès à de nombreuses chapelles. Il y a controverse sur la construction du chœur qui aurait eu lieu pendant l'abbatiat de Simon de Trévières de 1316 à 1344, mais qui serait plutôt du commencement du XIIIe siècle, voire de la fin du XIIe siècle si on prend en compte les caractéristiques architecturales.
Le 4 décembre 1315, la grande chapelle au bas de la nef sur le côté nord est fondée par Philippe Halbout. Cette chapelle est dédiée à Notre-Dame et quatre chapelains à la nomination de l'abbé y sont rattachés. Le roi Jean ordonne la continuation des travaux de l'abbatiale et du monastère.
Charles Ier de Martigny, 28e abbé de 1485 à 1506, fonde huit des seize chapelles du chœur. Quand il meurt en 1512, Pierre de Martigny, son neveu et successeur, à partir de 1506, lui fait construire un somptueux tombeau de marbre blanc et noir, élevé dans la chapelle de la Vierge, derrière le chœur. En 1531, Pierre de Martigny, 29e abbé de Saint-Étienne, évêque de Bayeux est inhumé près de son oncle.

La période gothique
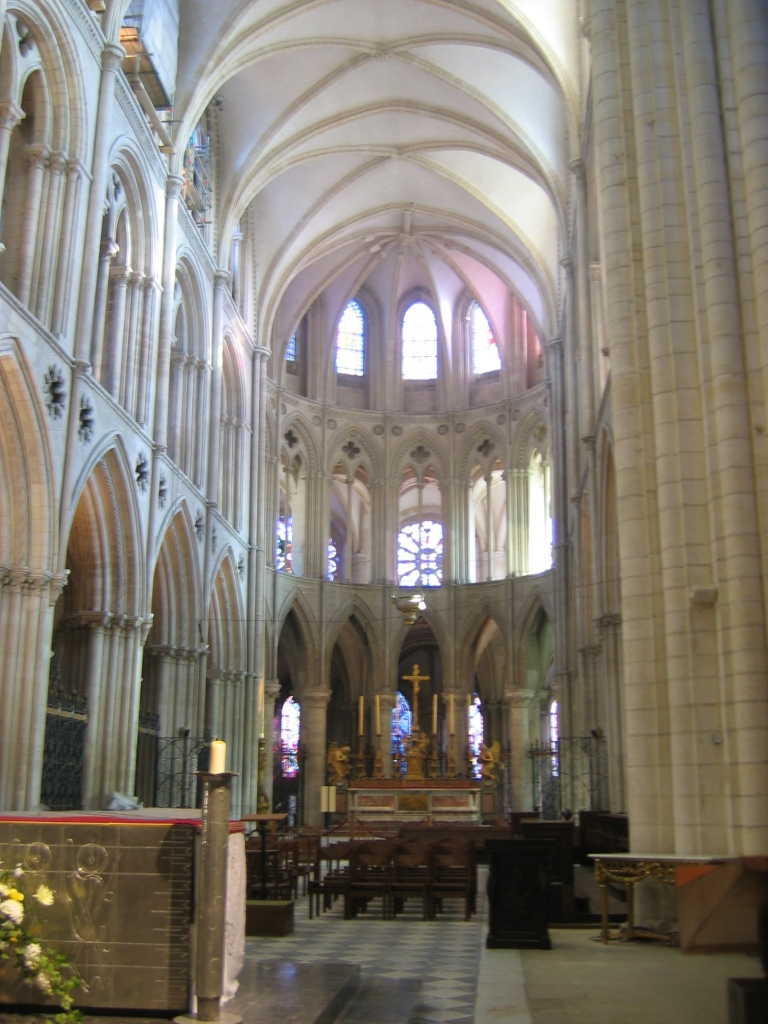
Le chœur gothique du XIIIe siècle.
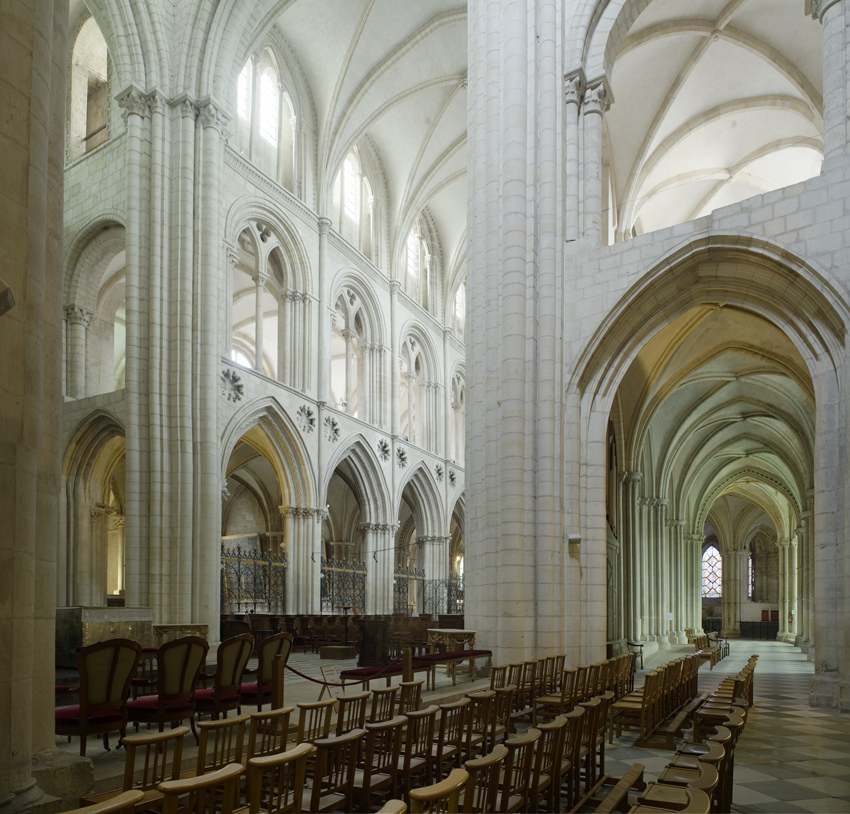
L'élévation à trois niveaux et le déambulatoire gothique.
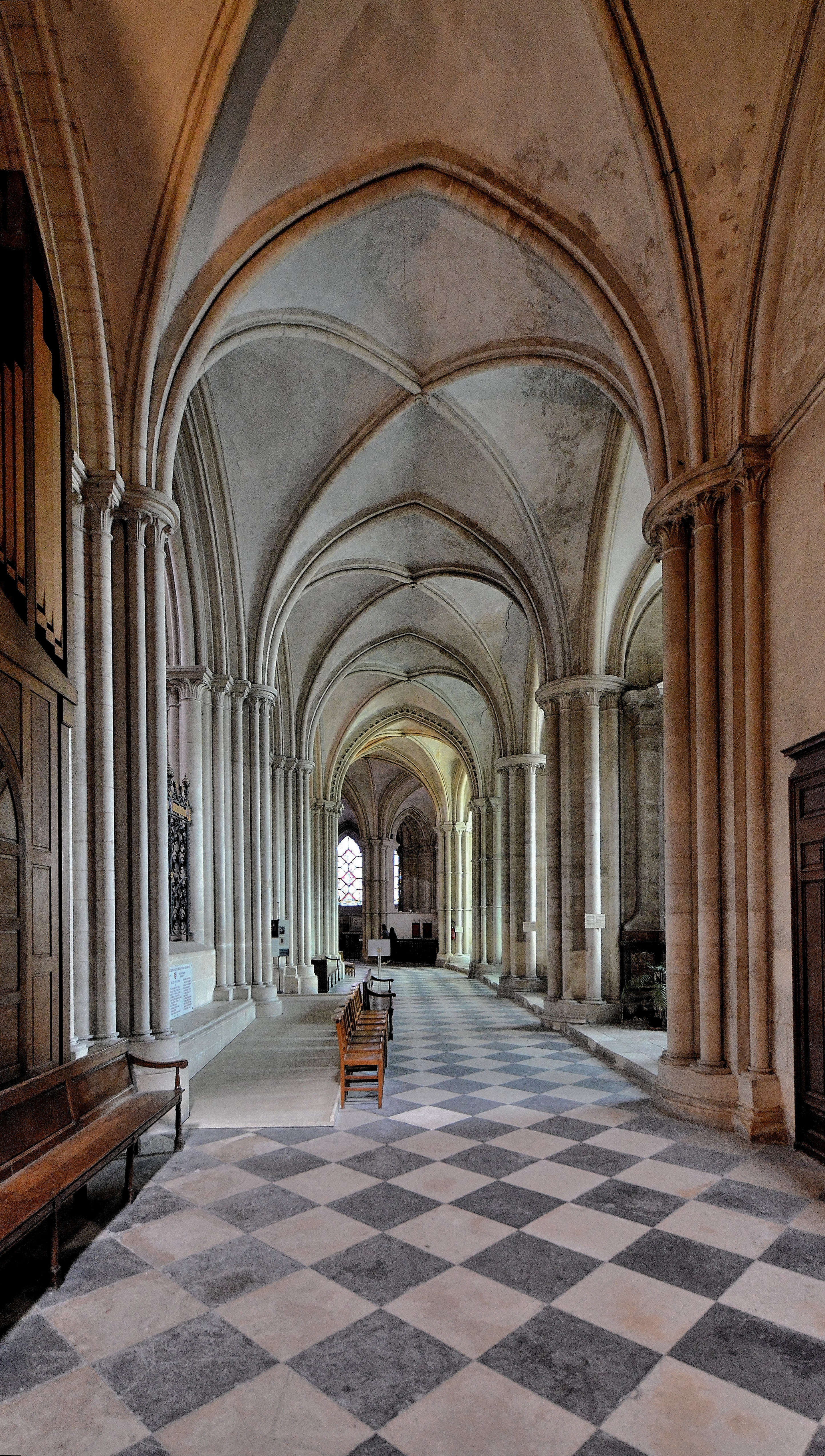
Bas-côté du chœur.

### La ruine et la reconstruction de l'église (du milieu duXVIesiècleauXVIIIesiècle)
En 1562 et 1563, pendant les guerres de Religion, l'église est pillée par les troupes de Montgommery puis abandonnée. Les vitraux, les orgues et le mobilier sont détruits. Le tombeau de Guillaume le Conquérant, magnifique mausolée en marbre, surmonté d'un gisant, et qui fut édifié à la demande de son fils Guillaume le Roux, roi d'Angleterre est profané en 1562 par les protestants. Les restes sont confiés à un moine de l'abbaye, Michel de Cemallé. Mais en 1563, une nouvelle intrusion des protestants provoque la fuite des moines et les ossements sont dispersés à l'exception d'un seul os, sauvé par Charles Toustain de La Mazurie, le poète ami de Jean Vauquelin de La Fresnaye. Le tombeau de Charles de Martigny est également détruit.
À Pâques 1563, les couvertures de plomb de l'église sont enlevées. La tour-lanterne s'écroule en 1566 et entraîne la chute des voûtes du chœur par la faute d'un sénéchal de l'abbaye Jean Laurent dit Le Goullu qui fait couper des sommiers qui en tombant ébranlent la tour, l'escalier s'écroule et entraîne avec lui les voûtes du chœur,. Le culte est interrompu dans l'abbatiale pendant soixante-trois ans.
L'église doit sa restauration dans le respect de l'existant au prieur claustral Jean de Baillehache qui se bat toute sa vie pour rétablir l'église et la discipline altérée par toutes ces années de troubles.
En 1600, il reste quatorze religieux profès et deux novices. Le Parlement de Rouen oblige le fermier de l'abbaye à fournir 1 000 écus par an pour les réparations de l'église. Le premier février 1601, il ordonne que le rond-point du chœur et les chapelles en ruines soient démolies. Les échevins de Caen veulent les pierres pour renforcer les fortifications de la ville.
Jean de Baillehache obtient le 8 mai 1601 un arrêt portant défense de démolir le chœur, le rond-point et les chapelles et de reconstruire à l'identique les deux piliers de la tour-lanterne. En 1603, le roi Henri IV voit les ruines. En 1619, Jean de Baillehache fait saisir sur le fermier général 12 000 livres pour l'achat de cloches, d'objets de culte, chasubles et parements d'autels. Il présente une requête pour faire travailler sans discontinuité aux réparations de l'église.
Le 17 mai 1626, l'église est à nouveau consacrée et rouverte au culte.
Après la restauration du chœur, l'os de Guillaume le Conquérant, sauvé en 1563, est replacé en 1642 dans un nouveau tombeau en marbre par Jean de Baillehache.
À partir de 1704, les bâtiments conventuels sont reconstruits par la congrégation de Saint-Maur qui occupe l'abbaye depuis 1663. Excepté la restauration de la tour nord, frappée par la foudre le 26 janvier 1725, l'église ne fait pas l'objet d'importants travaux. Elle fait toutefois l'objet de quelques aménagements intérieurs.
Un jubé est commencé en 1724 pour séparer le chœur de la nef. Un grand orgue est construit sur une tribune en revers de la façade principale dans les années 1730-1740. Une grande horloge est installée sur une tribune dans le transept nord. Il est également fait acquisition d'un nouveau mobilier (tabernacle, croix, chandeliers).
En 1742, les moines obtiennent du roi Louis XV l'autorisation non seulement de déplacer le tombeau de Guillaume le Conquérant dans le sanctuaire mais aussi de le réduire à un simple caveau recouvert d'une pierre tombale.
- Les aménagements des XVIIe et XVIIIe siècles

Les aménagements des
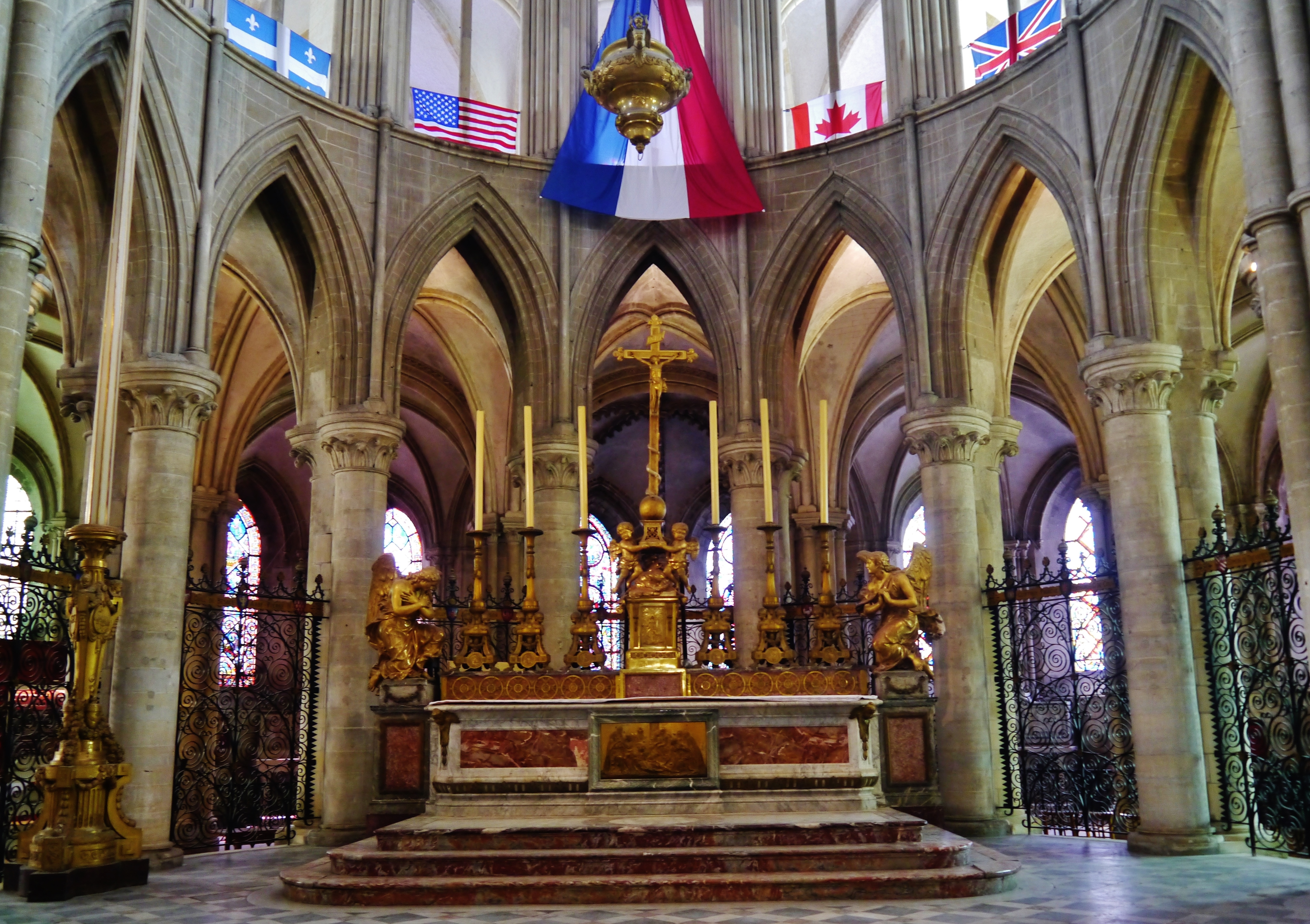
Le maître-autel du XVIIIe siècle dans le chœur.
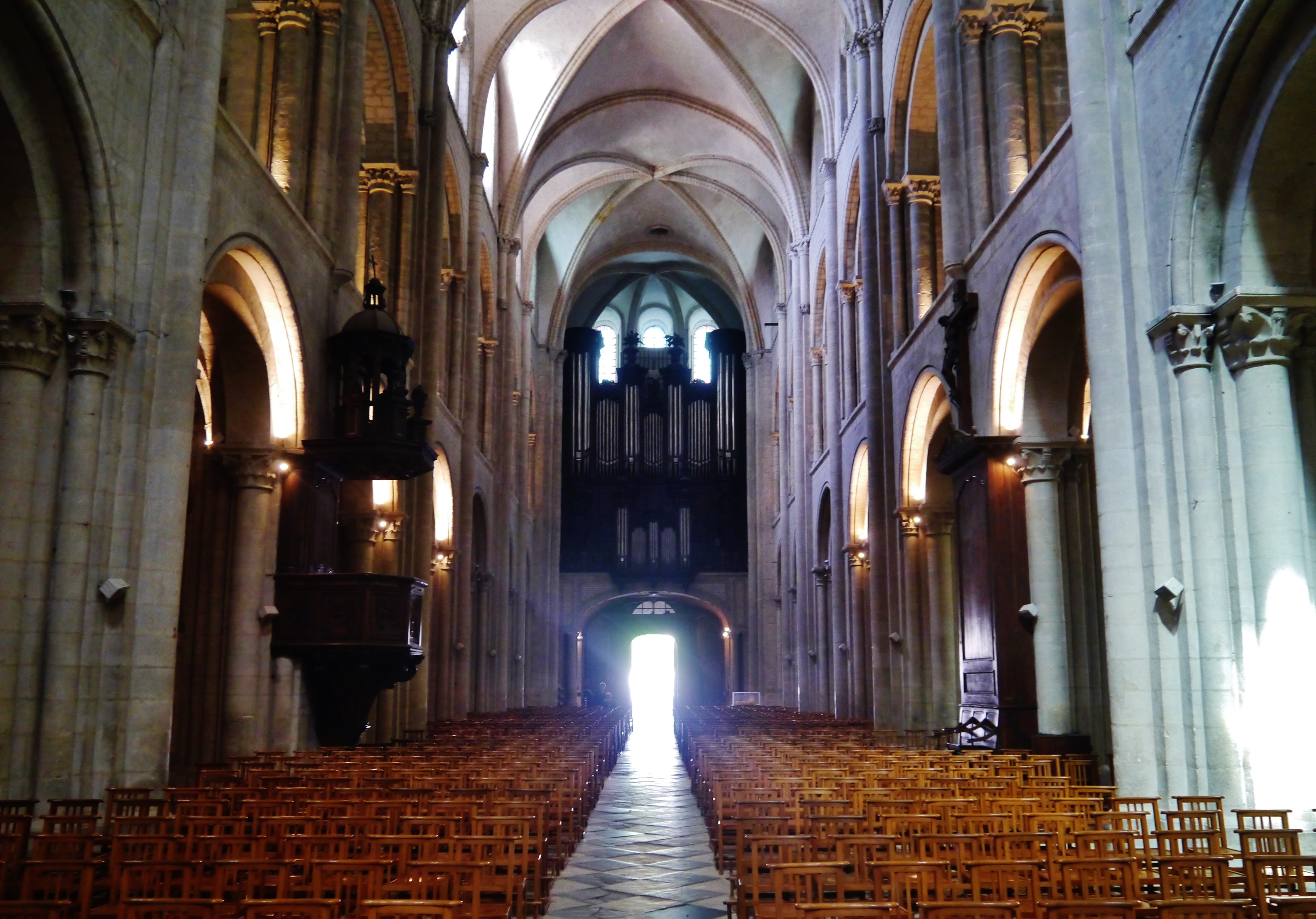
La chaire du XVIIe siècle et l'orgue du XVIIIe siècle dans la nef.

### Période contemporaine (depuis la révolution française)
En 1790-1791, les frères sont chassés de l'abbaye aux Hommes et les bâtiments sont affectés à diverses administrations.
L’église Saint-Étienne-le-Vieux est désaffectée et l'ancienne abbatiale devient l'église de la paroisse Saint-Étienne. L'ordonnance du 12 juillet 1791, qui réduit le nombre des paroisses caennaises de treize à sept, incorpore à la paroisse Saint-Étienne celle de Saint-Martin, de Saint-Nicolas, de Saint-Germain-la-Blanche-Herbe et de Saint-Ouen, les deux dernières conservant la qualité de succursale.
En 1793, l'église Saint-Étienne est transformée en temple dédié au culte de la Raison et de l'Être suprême. Les tombes royales sont démolis. Le jubé en marbre est également abattu.
À la suite de l'entrée en vigueur en 1802 du Concordat de 1801, le culte catholique est rétabli dans l'ancienne abbatiale, mais cette dernière devient église paroissiale et les religieux ne font pas leur retour à l'abbaye.
En 1802, le préfet Dugua rétablit la tombe de Guillaume le Conquérant.
La flèche nord est à nouveau reconstruite en 1806[réf. nécessaire].
En 1821, il est décidé de construire un accès secondaire à l'église car la seule porte « est située sur une place qu'il est assez difficile d'accéder pendant l'hyver ». La chapelle dédiée au Sacré-Cœur, située dans le chœur au nord, est doté d'une porte, accessible depuis une ruelle par la rue Guillaume-le-Conquérant. Les travaux sont terminés en 1827.
Le pavage de la nef et des bas-côtés, qui datait de 1765 et était en très mauvais état, est remplacé par des carreaux noirs et blancs en 1845 et 1853.
En 1847, la chapelle Halbout, dont les murs s'écartaient, est restaurée. La voûte en pierre, trop lourde, est remplacée par une autre en plâtre.
Dans les années 1830, l'architecte Émile Guy construit un bâtiment, dit « couloir des classes » (actuel bâtiment de l'État-civil) qui vient obstruer la vue sur le chevet de l'église.
L'église est classée monument historique par la liste de 1840. Elle fait alors l'objet de travaux de restauration. L'architecte de la ville, Émile Guy, reconstruit le sommet de la flèche nord, puis, en 1842, la tourelle d'angle de la tour sud. En 1867, Victor Ruprich-Robert intervient de nouveau sur les deux flèches. La nef fait l'objet de travaux terminés en 1880. Les vitraux sont réalisés en même temps.
En 1874, l'abbé Bréart fait modifier l'abside. Il change les vitraux et les rosaces des tribunes. La chapelle de la Très-Sainte-Vierge, dans laquelle sont enterrés Pierre et Charles de Martigy, est refait en 1876. La chapelle Saint-Joseph est restaurée en 1880. Pour la restauration de ces chapelles, Ruprich-Robert utilise les anciennes briques vernissées provenant de la salle des Gardes, enlevées quand celle-ci est transformée en gymnase et entreposées dans l'église Saint-Étienne-le-Vieux. La chapelle Saint-Jean, dans laquelle est inhumée le prieur Jean de Bailhache, est restaurée en 1886-1887. Enfin la chapelle du Sacré-Cœur, située sous l'horloge, est restaurée et meublée par l'abbé Bréart qui meurt en 1891.

## Architecture
L'impact de l'église Saint-Étienne sur l'histoire de l'art en Normandie et en Angleterre est essentiel. Le plan échelonné se répand très vite des deux côtés de la Manche. On trouve le système de coursière initié à l'abbaye de Bernay mais étendu à Saint-Étienne à tout l'édifice repris à l'abbaye de Cerisy et dans de très nombreuses églises anglo-normande, la cathédrale de Winchester, la cathédrale d'Ely et la cathédrale de Norwich par exemple. La façade harmonique est adoptée très tôt en Angleterre, et notamment à la cathédrale de Canterbury vers 1070 et on peut y voir le rôle joué par Lanfranc dans les deux constructions.
Les recherches de voûtement de l'abbaye de Lessay et la cathédrale de Durham ont eu pour conséquence de couvrir un grand nombre d'églises couvertes de charpente et avec l'aide des piliers faibles et forts de couvrir de voûtes sexpartites sur croisée d'ogives la nef de Saint-Étienne. Encore lourdes, elles annoncent les voûtements de la première architecture gothique.

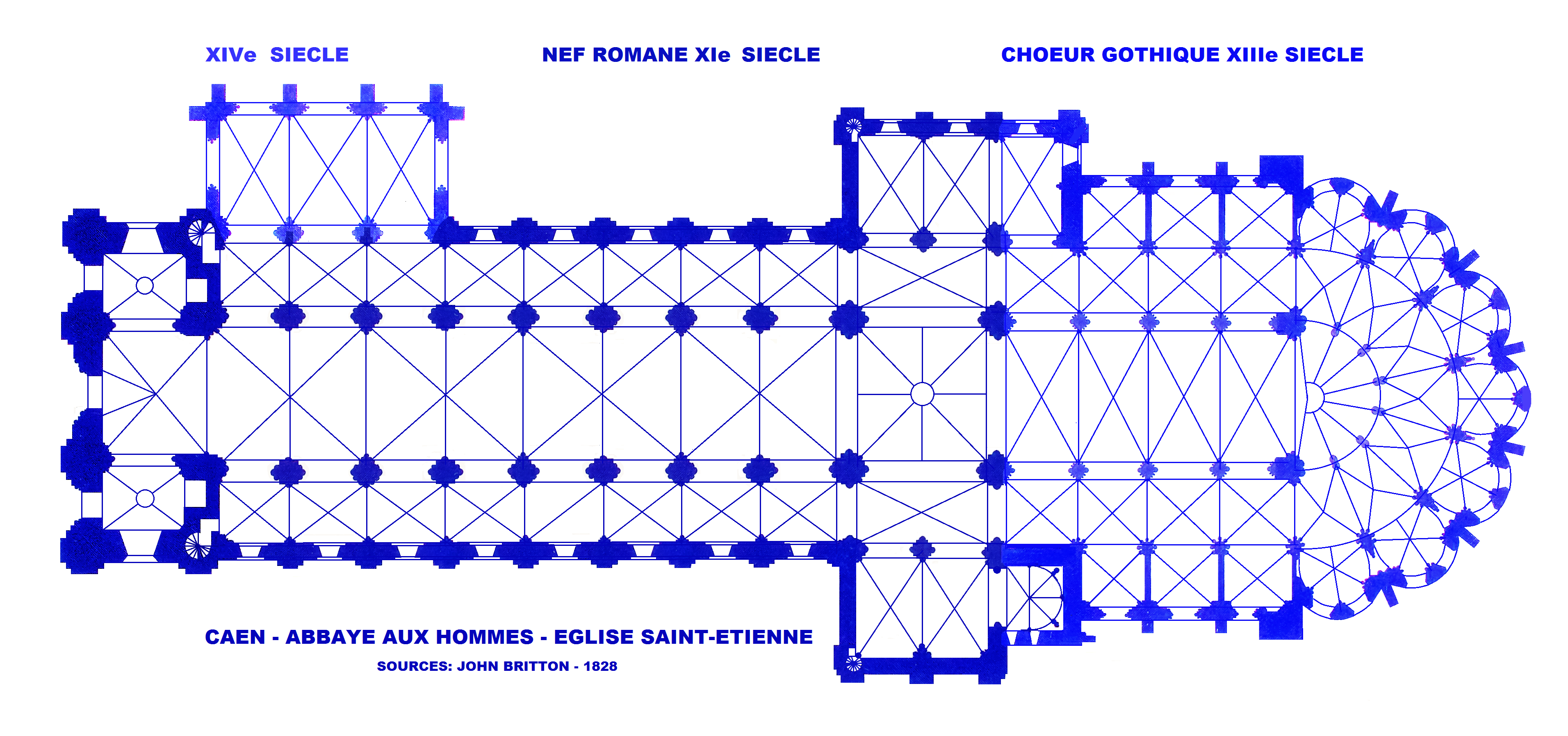
Plan de l'Église Saint-Étienne avec les phases de construction: la nef romane du XIe siècle, le chœur du XIIIe siècle et la chapelle Halbout dite aussi des matines du XIVe siècle.

### Dimensions

#### Dimensions extérieures
- Longueur totale de l'édifice : 111 m
- largeur de la façade avec tours : 28,30 m
- largeur de la façade sans les tours : 8,60 m
- largeur du transept : 42,10 m
- largeur de la nef : 26,70 m
- hauteur de la tour Nord : 82 m
- hauteur de la tour Sud : 80 m
- hauteur de la façade avec pignon : 27,30 m
- hauteur de la façade sans pignon : 24,50 m.

#### Dimensions intérieures
- Longueur totale de l'édifice : 107 m
- longueur de la nef : 56 m
- longueur du chœur, avec le transept : 40 m
- largeur de la nef : 11,45 m
- largeur totale nef plus bas-côtés : 22,35 m
- largeur totale du transept : 38 m;
- largeur d'un bas-côté : 5,45 m
- largeur du chœur : 11,25 m
- largeur du déambulatoire : 5,60 m.
- Profondeur d'une chapelle de la partie droite du chœur : 4,80 m
- longueur de la chapelle du Saint-Sacrement : 16,70 m
- largeur de la chapelle du Saint-Sacrement : 6,70 m
- longueur de la chapelle Halbout : 16 m
- largeur de la chapelle Halbout : 9 m
- hauteur de la nef sous voûte : 20,80 m
- hauteur de la tour-lanterne sous voûte : 31,20 m, épaisseur du mur de la façade : 2,16 m
- épaisseur du mur de la nef : 1,65 m
- largeur des arcades du rez-de-chaussée : 3,60 m
- largeur des arcades de la tribune : 4 m

### Architecture extérieure

#### La façade ouest
La haute façade ne comporte presque aucune décoration, si ce n'est de minces voussures autour des portails et une croix sculptée. La façade de l'abbatiale, qui frappe d'abord par son épure et sa rigueur, est le premier exemple d'une formule appelée à dominer la construction des plus grandes églises d'Occident : la « façade harmonique normande ». Celle-ci consiste en deux tours occidentales d'élévation identique plantées sur la première travée des collatéraux, alignées sur la porte principale de la nef, de sorte à créer une façade rectiligne. Ce type de façade a inspiré le massif occidental de la basilique Saint-Denis[réf. nécessaire].
Les trois niveaux inférieurs de la façade forment un bloc carré, contribuant à l'aspect massif de l'ensemble. Excepté quelques ornements géométriques aux voussures des trois portails et au pignon de la nef, la nudité de ce bloc est frappante : l'impression d'ensemble est soumise aux lignes architecturales, aux quatre contreforts massifs d'abord, qui accompagnent le regard du sol vers les tours ; aux dix grandes fenêtres ensuite, dont la base est prolongée par des cordons saillants.
Les tours se divisent en trois niveaux de hauteur égale dont la progression accentue l'élan du regard vers le ciel. L'étage inférieur est aveugle et compte sept arcatures étroites sur chaque face. Le second niveau est plus orné et moins dense : cinq arcatures dessinées par des demi colonnes jumelées. Enfin le troisième niveau est plus aéré et largement décoré : deux grandes baies comportent chacune deux baies séparées par une colonne ; les écoinçons sont décorés et les archivoltes moulurées.
Deux flèches gothiques au XIIIe siècle (hauteur 80 et 82 mètres coiffent ces deux tours romanes. Elles consistent en deux octogones effilés posés sur des bases carrées, garnis de huit clochetons eux-mêmes octogonaux pour la tour Nord (triangulaires pour la tour Sud). Les tours symétriques sont de plus en plus richement décorées à mesure de leur élévation.

#### Les collatéraux
L'extérieur présente l'humble élévation suivante : le mur collatéral est rythmé par une succession de baies et de larges contreforts ; l'étage supérieur, plus élaboré, propose une bande continue d'arcatures plaquées, deux étroites arcatures aveugles séparant les baies les unes des autres.

#### Le chevet
Le chevet est construit au XIIIe siècle dans le style gothique par un certain maître. Il est reconstruit au XVIIe siècle après l'effondrement, en 1566 de la flèche de la tour-lanterne.
Le chevet est coiffé par deux couples de clochetons qui, une fois de plus, participent à l'incroyable impression d'élan vertical, donné aussi de ce côté de l'église. Ces quatre clochetons surmontés de flèches donnent au chevet cet aspect original que l'on retrouve à Coutances et Bayeux.
Les deux collatéraux se rejoignent au niveau de l'abside en un déambulatoire qui donne sur treize chapelles absidiales. Dans les années 1720, le terrain à l'est de l'abbaye a été remblayé de 25 pieds afin d’aménager les jardins (actuelle esplanade Jean-Marie Louvel). Le pied du chevet a donc été légèrement enterré.

L'extérieur de l'église Saint-Étienne
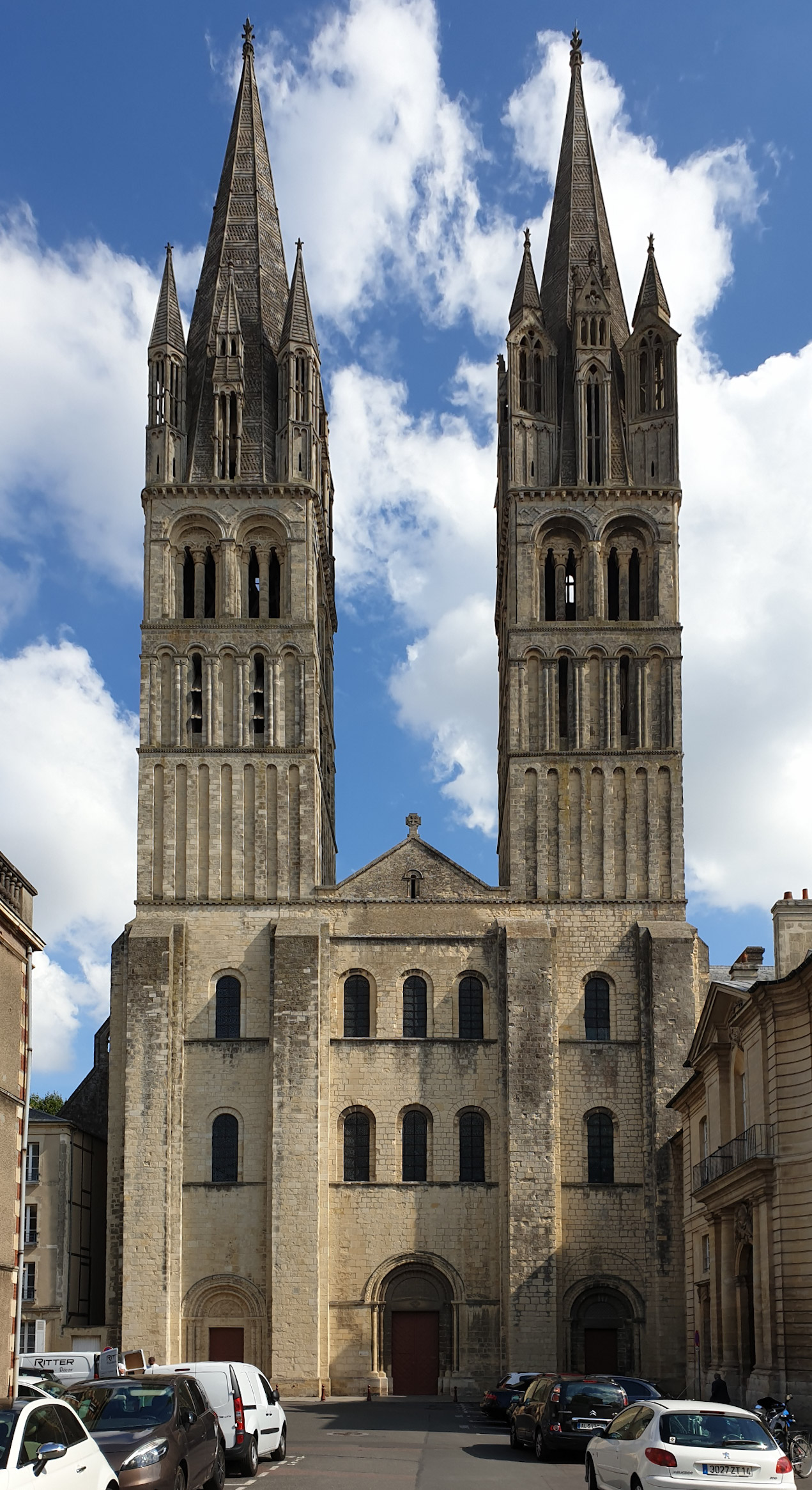
Façade occidentale.
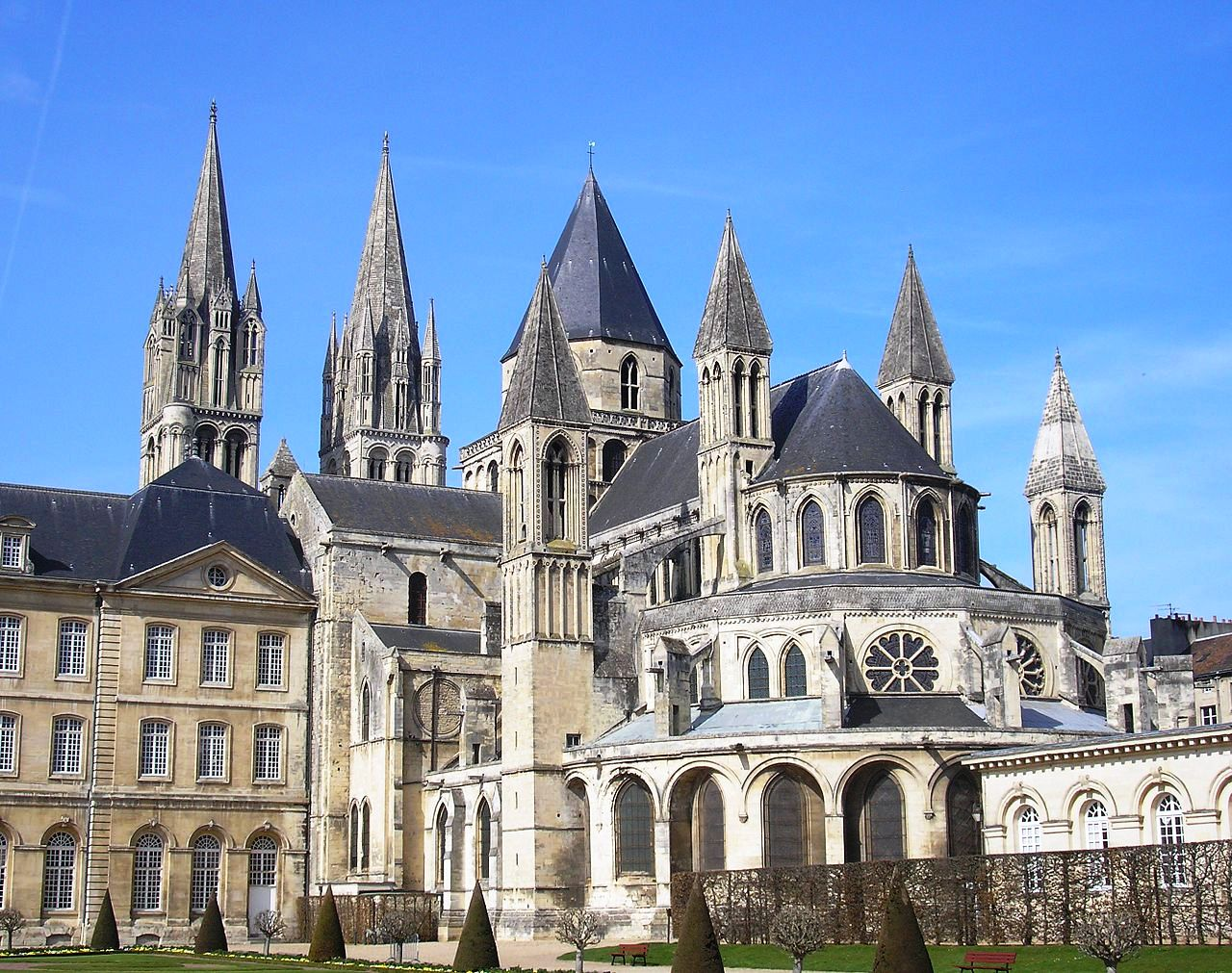
Chevet depuis l'esplanade (anciens jardins de l'abbaye).
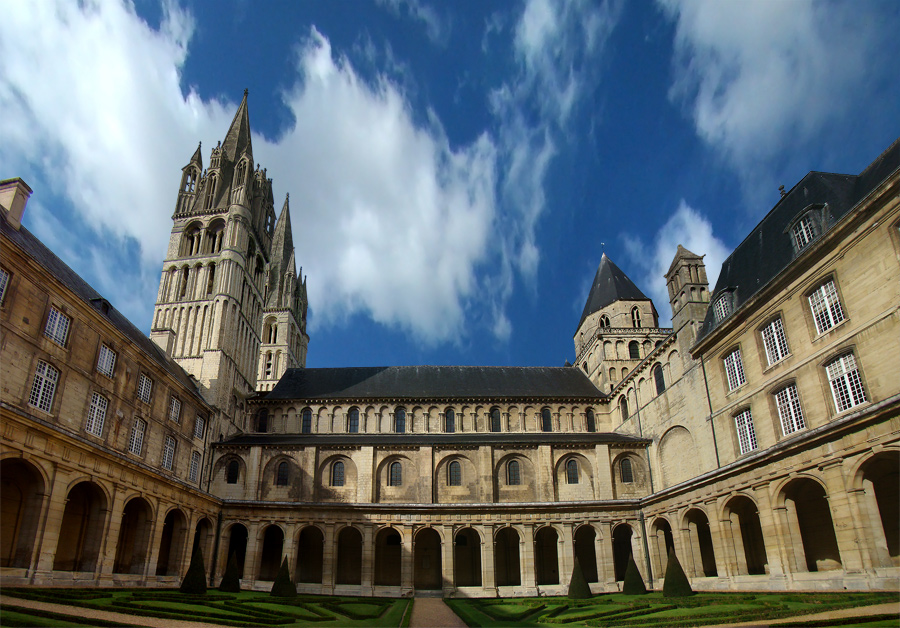
Vue de puis le cloître au sud de l'église.

### Architecture intérieure

#### Description générale

##### La nef
La nef est longue de 56 mètres, elle constitue un parfait exemple du style roman normand. Chacune des huit travées, dont la première est occupée par l'orgue, comprend trois niveaux : celui des grandes arcades du rez-de-chaussée, celui des tribunes au premier étage, celui des fenêtres hautes (la claire-voie) au second étage. Aux niveaux inférieur et intermédiaire, les arcades sont en plein cintre, à double rouleau (la voussure externe est moulurée) ; les fenêtres hautes offrent, pour deux travées, quatre arcatures décorées, symétriques deux à deux. L'unité élémentaire de cette élévation est de deux travées, subtilement délimitées par l'alternance des supports (pile faible constituée d'une simple demi colonne, recevant l'arc-doubleau de la voûte ; pile forte constituée d'une demi colonne reposant sur un dosseret, supportant un doubleau et deux ogives). L'étage des tribunes a pour but, par sa voûte en demi-berceau, de soutenir les murs de la nef. Au niveau des fenêtres, une galerie, la « coursière » permet de faire tout le tour de l'abbatiale. À l'origine couverte d'une charpente en bois (plafond plat ou voûte en berceau comme dans la nef du Mont-Saint-Michel ?), la nef a reçu, à partir de 1115, des voûtes sexpartites, sur croisée d'ogives en plein cintre. Ces voûtes seraient, après celles de la cathédrale de Durham en Angleterre et l'abbaye de Lessay (Manche) édifiées autour de 1115-1120, les plus anciennes voûtes sur croisées d'ogives de France. La tribune nord est occupée par une horloge comportant l'inscription : « Dérigée par Fierville commis, exécutée par Gautier à Caen 1744 ».

##### Les bas-côtés
Les bas-côtés sont voûtés d'ogives, les tribunes sont voûtées en demi-berceaux, la nef est voûtée d'ogives sexpartites, chaque groupe de deux travées ayant reçu une croisée d'ogives aux nervures moulurées retombant sur de courtes colonnettes raccordées aux dosserets des piles fortes.

##### Le transept
Le transept comporte deux croisillons au fond desquels se trouvent une tribune et donnant sur une absidiole voûtée d'arêtes, la croisée supporte une tour-lanterne carrée à deux niveaux supportant une voûte sur croisée d'ogives, d'où courent des arcatures dessinées au premier étage par des colonnes cylindriques.

##### Le chœur
Il n'existe que peu de traces du chœur roman original. Le chœur de l'église abbatiale Saint-Étienne est le premier édifice construit après le rattachement de la Normandie au domaine royal français (1204). Certains historiens pensent qu'il pourrait avoir été commencé en 1195, mais cette thèse est discutée. Il témoigne de l'introduction timide du style gothique dans la région et des résistances du style normand. La décoration de petites roses, trèfles et quatre-feuilles est typiquement normande. Il y a treize chapelles rayonnantes.

#### La technique normande du mur épais

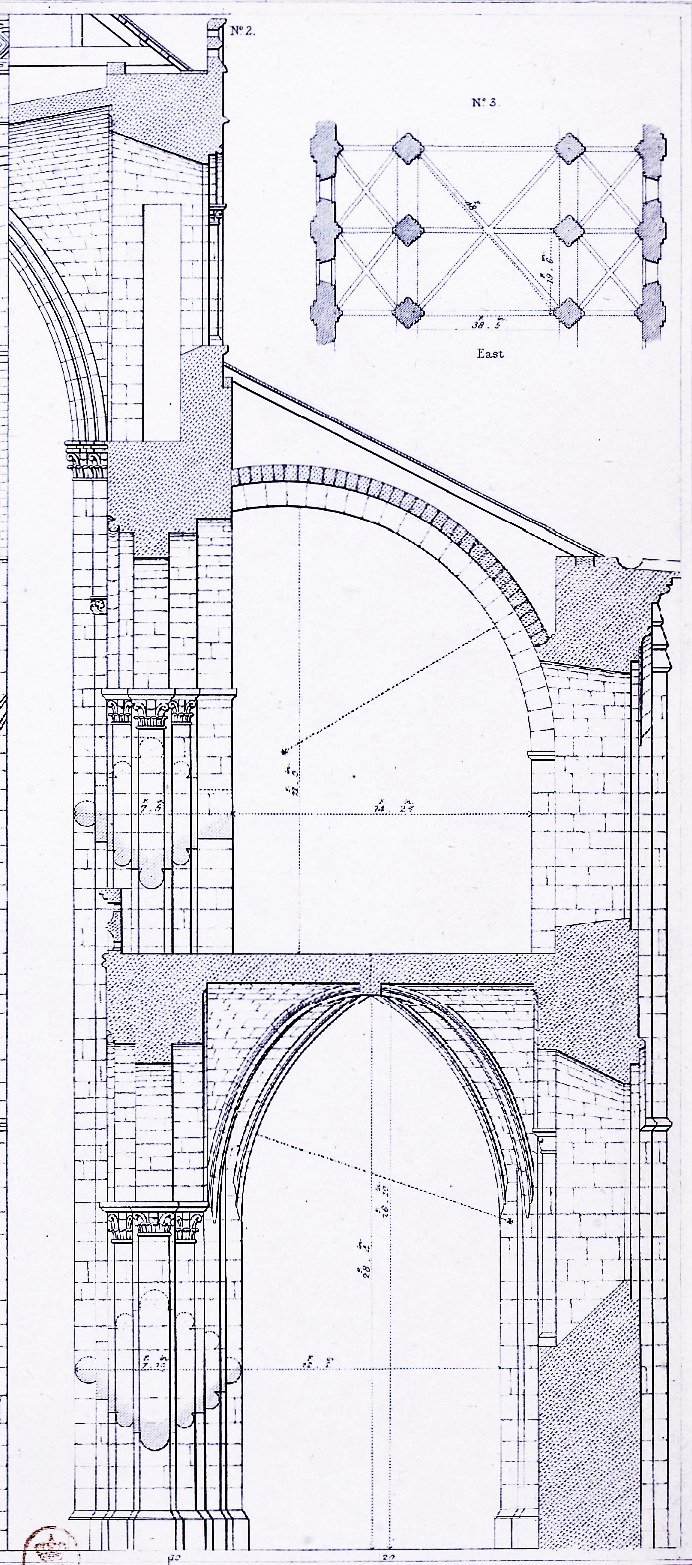
Coupe.

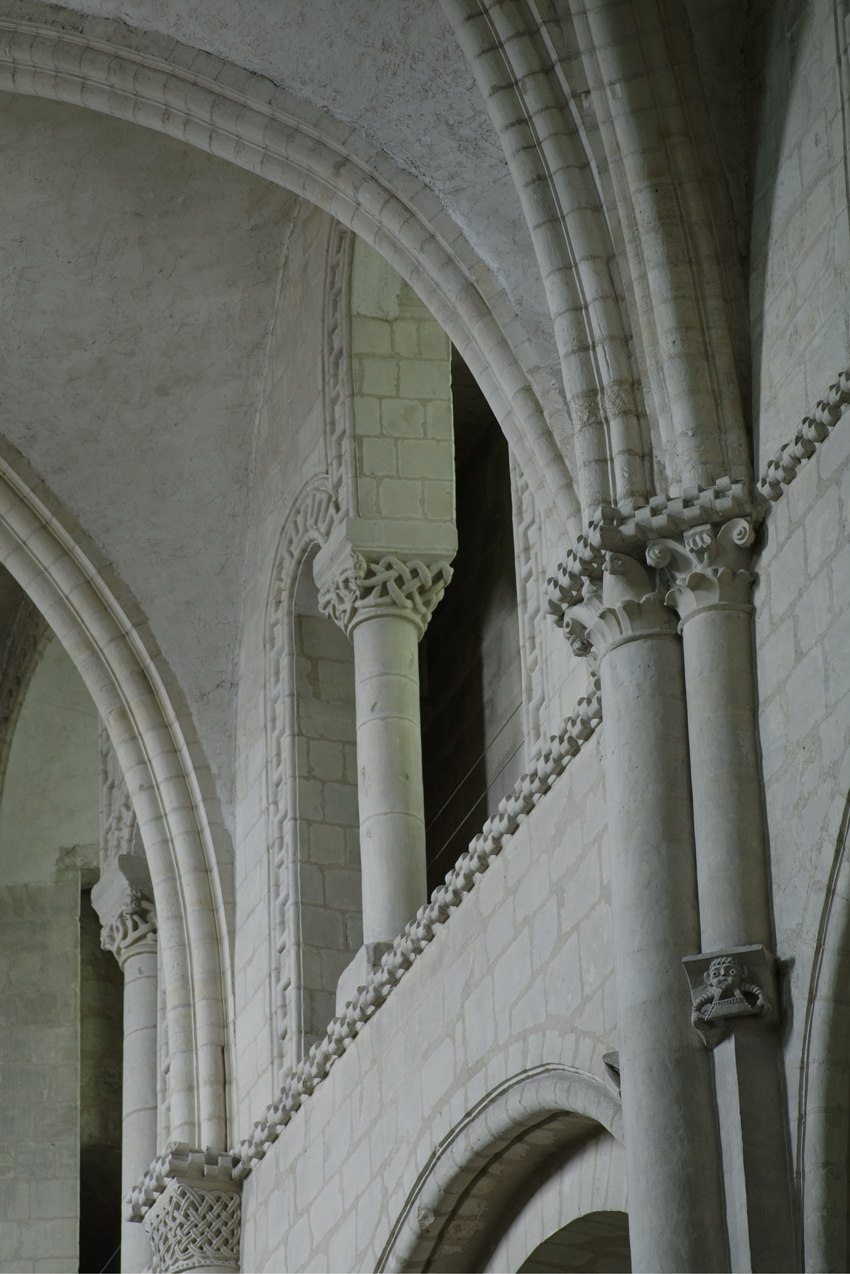
La coursière périphérique dans l'épaisseur du mur.

La technique normande du mur épais, dont l'abbaye de Bernay semble porter le prototype et dont l'influence de la cathédrale Saint-Bénigne de Dijon est vraisemblablement à l'origine de cette première application normande du principe de la coursière, se retrouve plus tard dans le transept de l'église Saint-Étienne de Caen et sera ensuite systématiquement utilisé dans les constructions du monde anglo-normand.
Ce système de renforcement du mur par d'énormes arcs ou des armatures d'aspect plus ornemental, mais jouant un rôle certain de raidisseurs, est constant dans le domaine normand. Les arcatures qui, conformément à l'ordre colossal, enserrent les deux niveaux du mur extérieur des collatéraux à l'église Saint-Étienne de Caen, s'inscrivent dans la même tendance et renforcent les départs des demi-berceaux intérieurs des tribunes, bâtis dès le XIe siècle, lors de la première campagne de construction.
Cette association d'un allègement visuel de la paroi avec un renforcement de fait de la structure est une des réussites majeurs des constructeurs normands. Elle favorisera le lancement de voûtes encore lourdes même si à Bernay et à l'église Saint-Étienne de Caen, il n'y eut pas d'intention de voûtement à l'origine. La conception même des murs est parfaitement adaptée à un voûtement ultérieur,,.

#### Les voûtes sexpartites

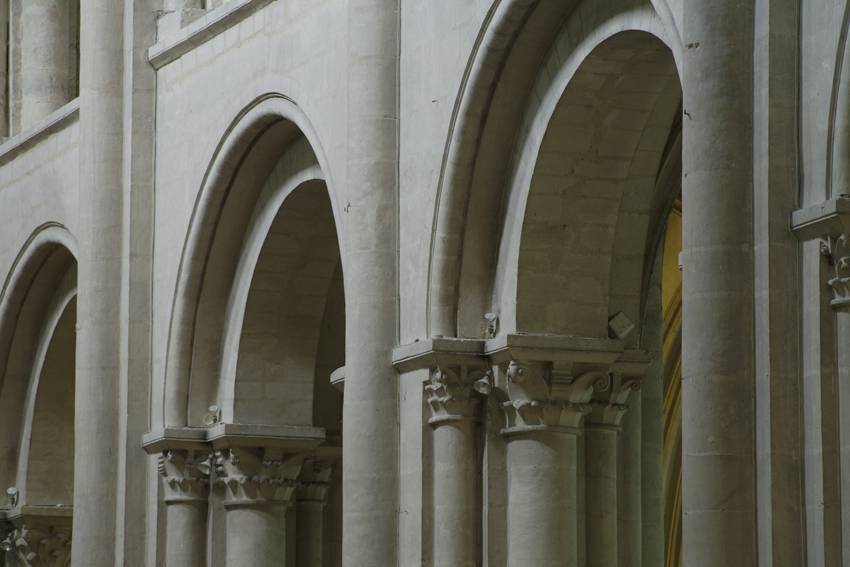
Les piliers forts et faible de la nef romane à l'origine des premières voûtes sexpartites sur croisée d'ogives.

Le chantier de l'église Saint-Étienne s'inscrit dans la continuité des évolutions techniques apportées par les Normands. Il y a peu de controverse pour considérer que les premières voûtes d'ogives parfaitement constituées sont celles du monde anglo-normand. La cathédrale de Durham en Angleterre, construite vers 1093 par l'évêque Guillaume de Saint-Calais, conseiller des ducs de Normandie et rois d'Angleterre Guillaume le Conquérant et Guillaume le Roux, offre des supports assez maladroitement conçus pour recevoir les nervures. Mais la complexité des moulures et la perfection des formes montrent qu'elle a bénéficié d'essais antérieurs. Les étapes suivantes sont connues, vers 1110 les voûtes quadripartites sont lancées sur le chœur mais ont disparu.
À l'abbaye Sainte-Trinité de Lessay, en Normandie, dans le département de la Manche, que l'on peut dater avec certitude d'avant 1098 par l'inhumation dans le chœur de l'abbatiale d'Eude au Capel fils du fondateur et sénéchal de Guillaume le Conquérant, les maladresses des voûtes d'ogives attestent de recherches un peu empiriques, car c'est en cours de construction que la volonté de voûter le transept est prise en insérant très maladroitement la retombée des nervures. Les deux chantiers ont dû s'inspirer de réalisations antérieures et sans doute bien différentes.
À l'église Saint-Étienne de Caen, au cours d'un remaniement vers 1115, l'architecte innove en lançant des voûtes sexpartites sur la nef de l'édifice bâti au XIe siècle avec l'alternance des supports que l'on trouve aussi à l'abbatiale Notre-Dame de l'abbaye de Jumièges et qui ont facilité cette solution. Ce type de voûte mène à la série des cathédrales à voûtes sexpartites du premier art gothique et forme un jalon majeur dans l'histoire de l'architecture.

L'évolution des voûtes dans le Monde anglo-normand
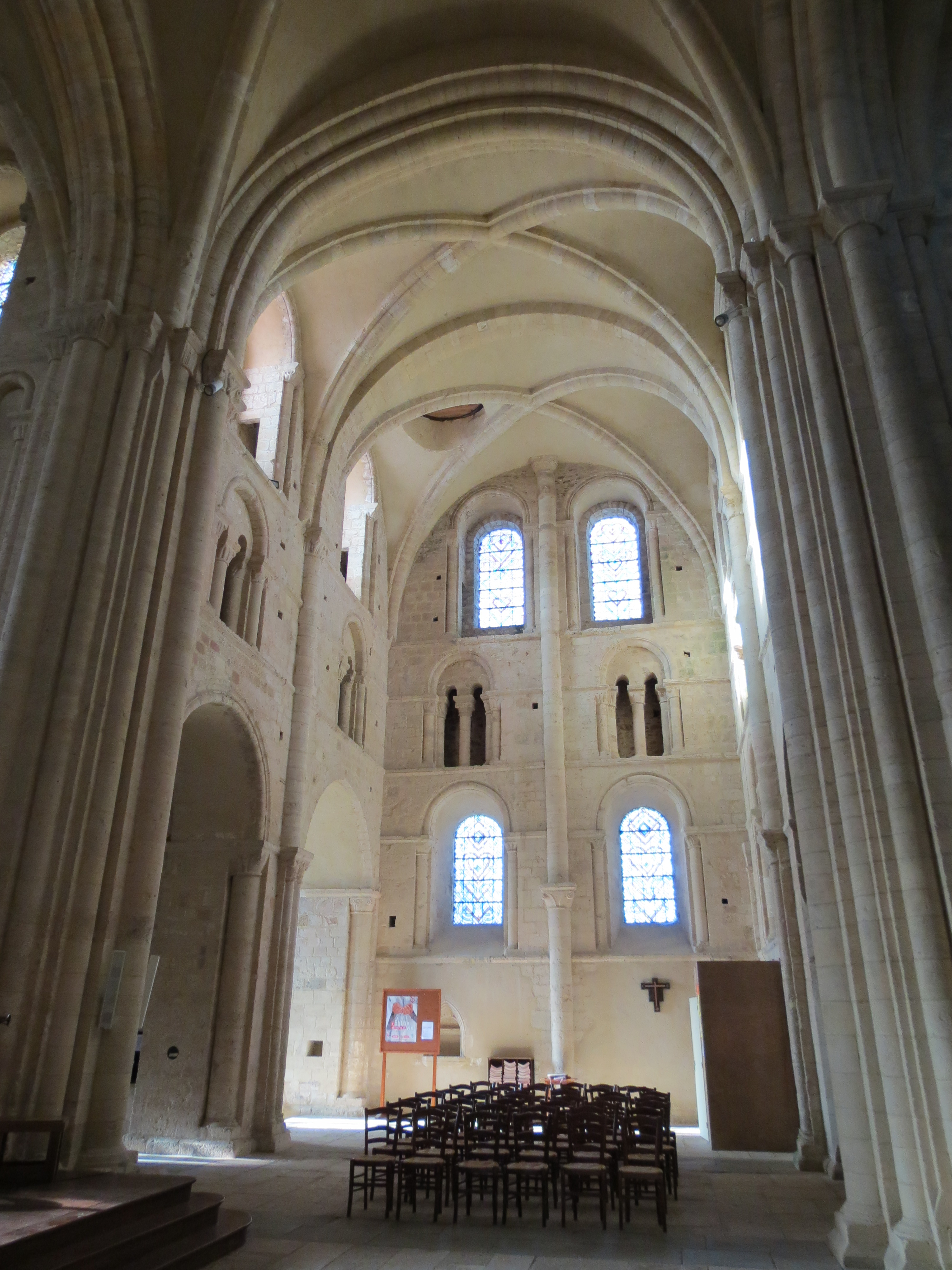
Abbaye de Lessay, croisillon sud du transept voûté d'ogives.
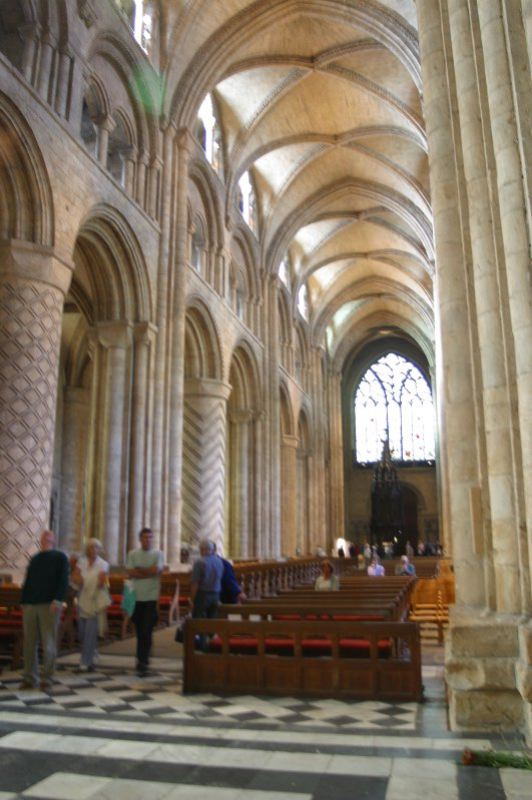
Cathédrale de Durham, entièrement voûtée d'ogives.
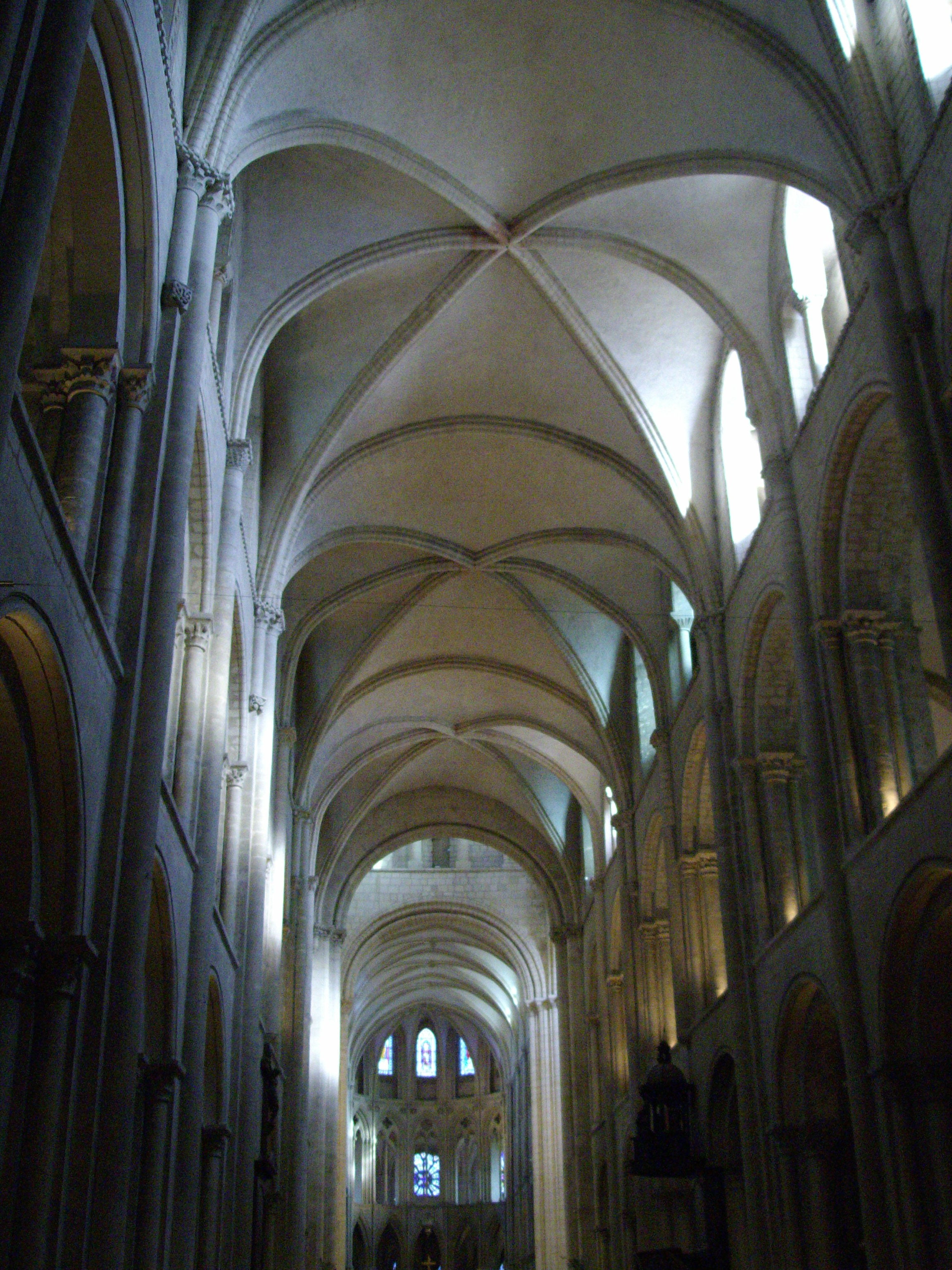
Abbaye aux Hommes de Caen, premières voûtes sexpartites.

#### Sculpture
Le décor est très limité. Les chapiteaux ont été restaurés aux XVIIe et XVIIIe siècles, mais l'analyse des détails est très intéressante car elle prouve, par les dimensions et les proportions des blocs, ainsi que par la présence de chapiteaux à bustes, que les sculpteurs de la cathédrale de Bayeux se sont transportés sur le chantier de l'église Saint-Étienne de Caen vers 1070. Les chapiteaux à feuilles dérivés du corinthien sont omniprésents dans la première campagne. Les œuvres du XIIe siècle avec des corbeilles à entrelacs sont marqués par de probables apports italiens dans les vanneries très régulières et d'exemples anglo-scandinaves par les petits dragons terminant des entrelacs filiformes et désorganisés, des dragons serpentins perlés et d'autres thèmes variés comme un avare pendu par sa bourse.
Si on compare ces sculptures avec d'autres ensembles, on peut avancer une date relativement précoce, vers 1115-1120, ce qui permet aussi de déterminer la date de construction des voûtes sur croisée d'ogives.

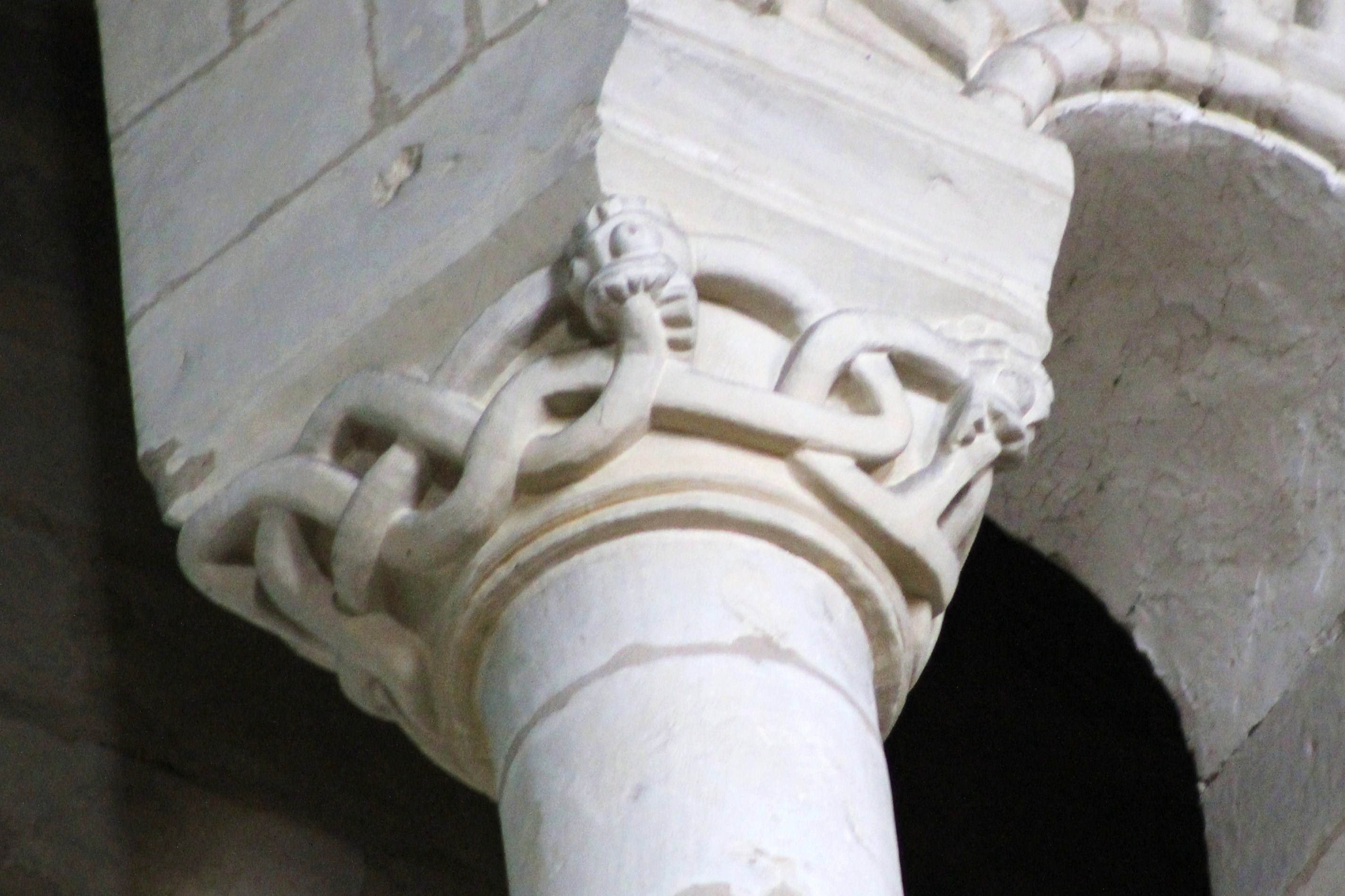
Serpent.
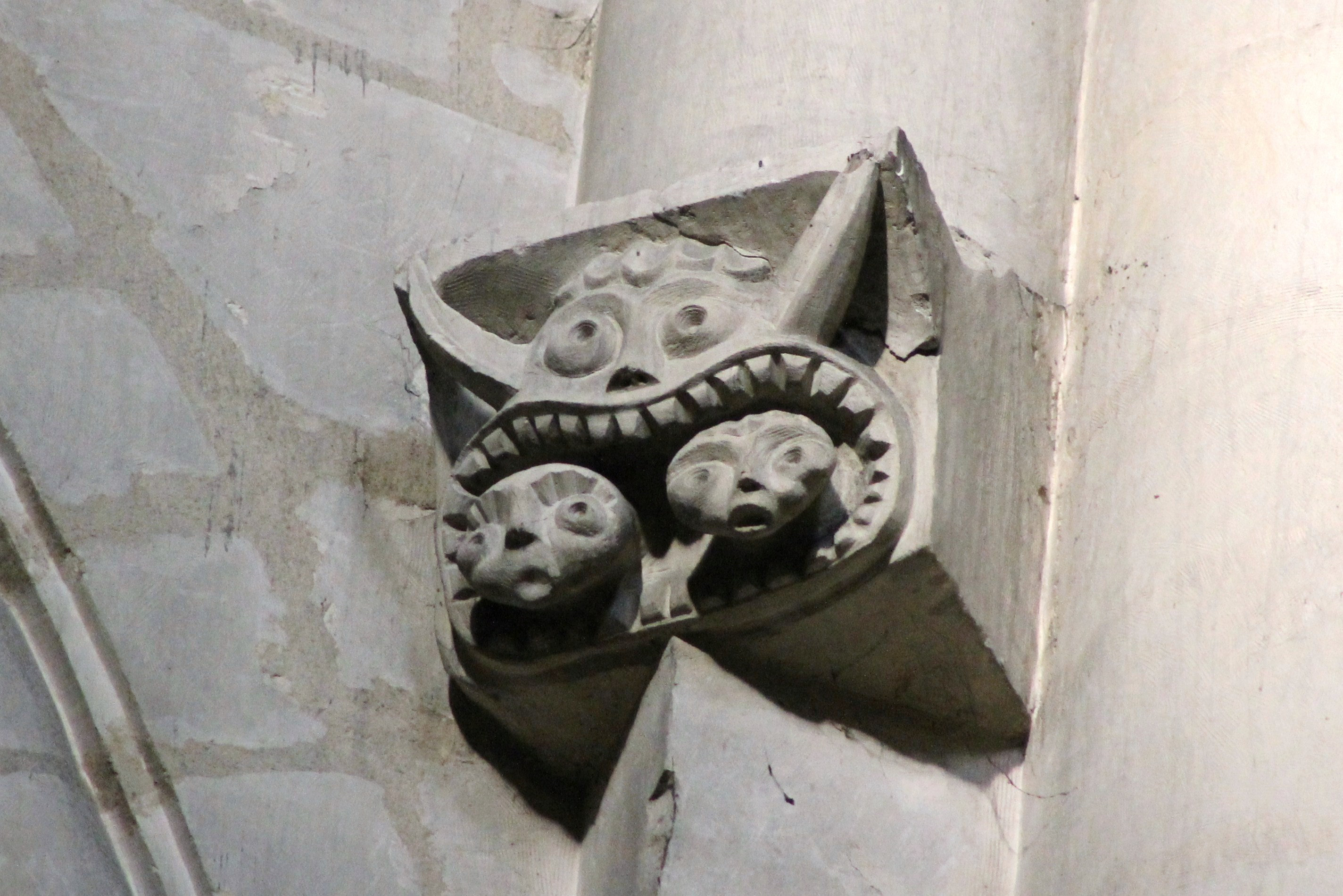
Engoulant.
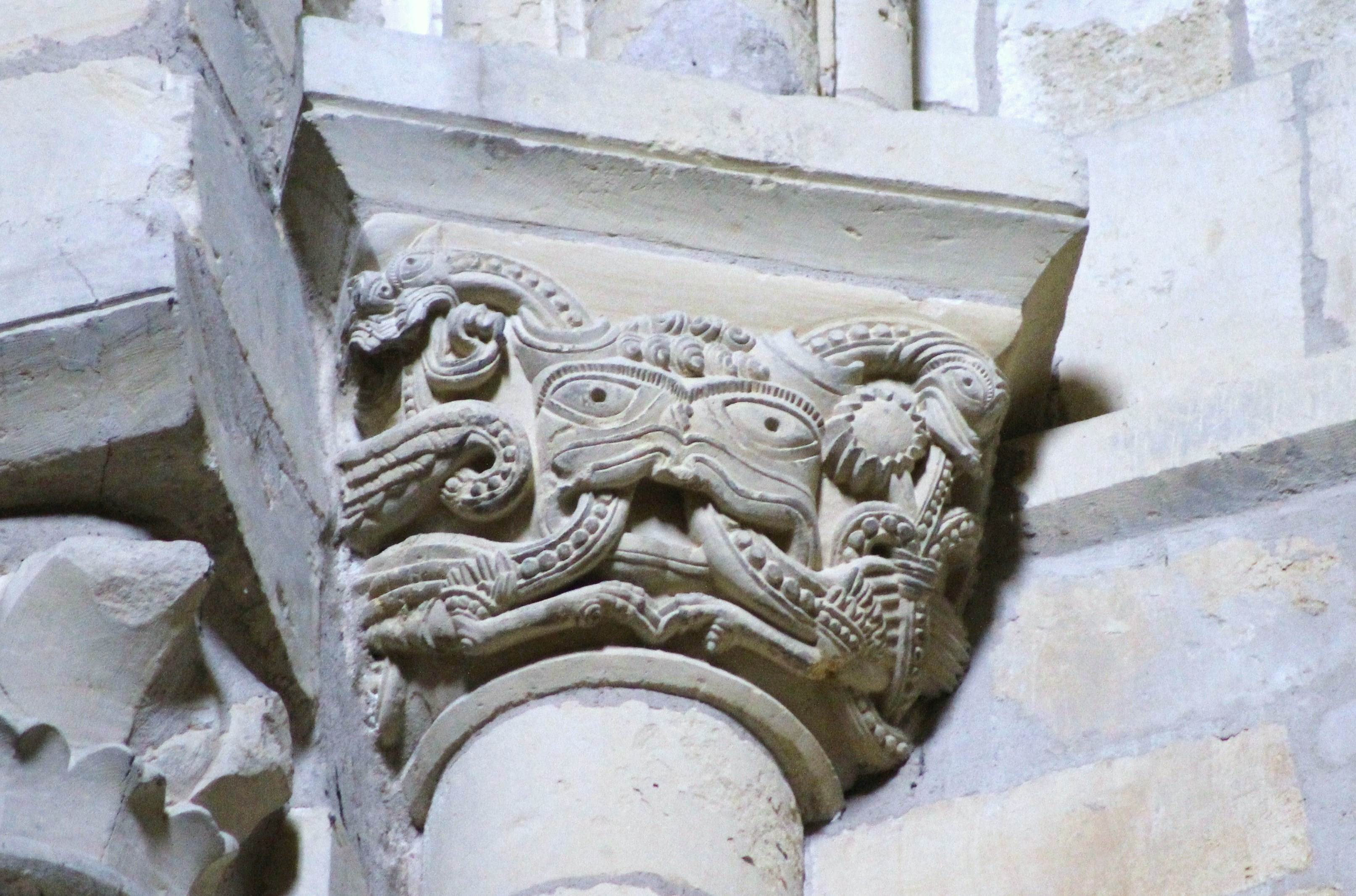
Engoulant.
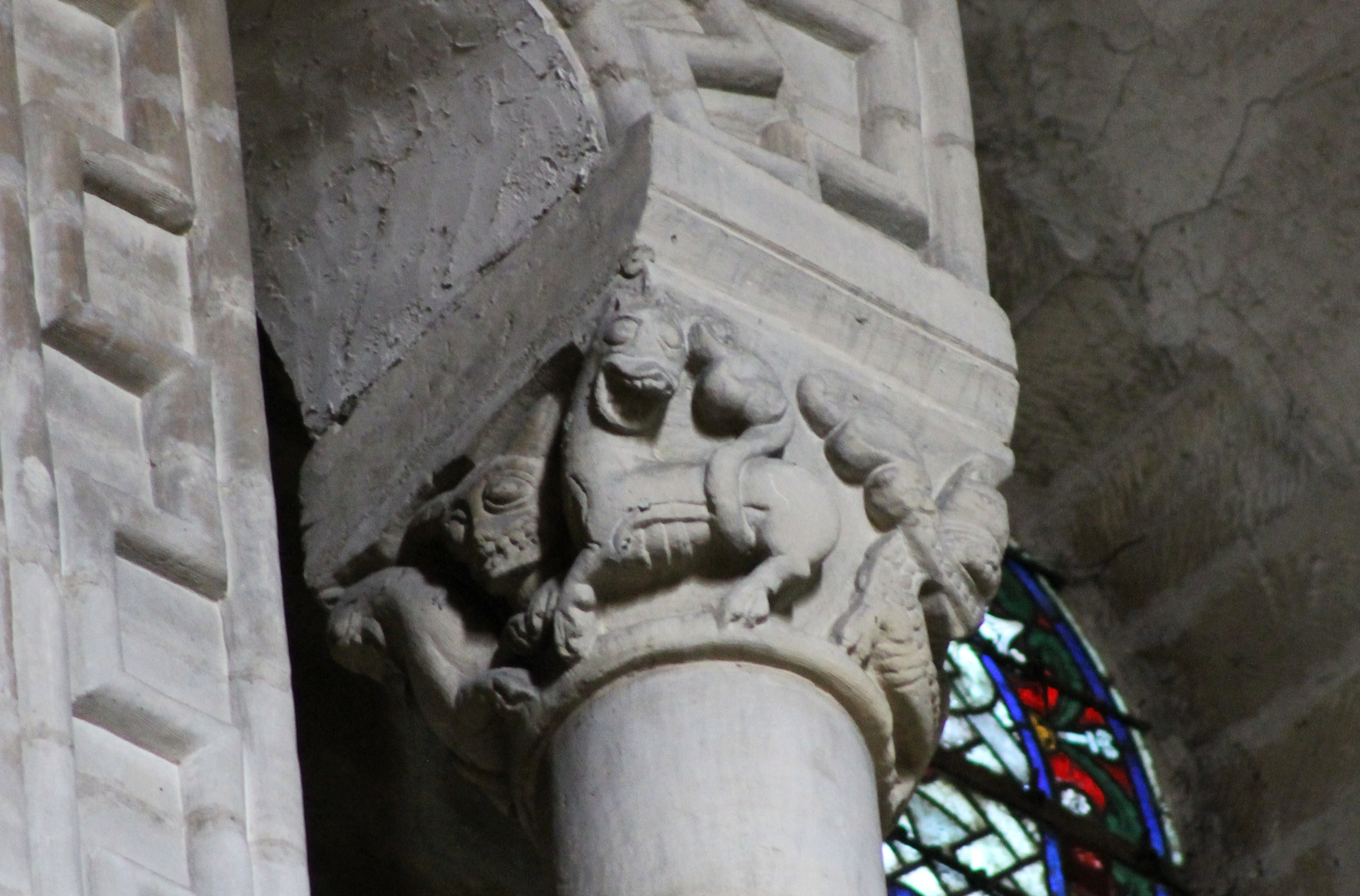
Cheval-lion et autres animaux fantastiques.
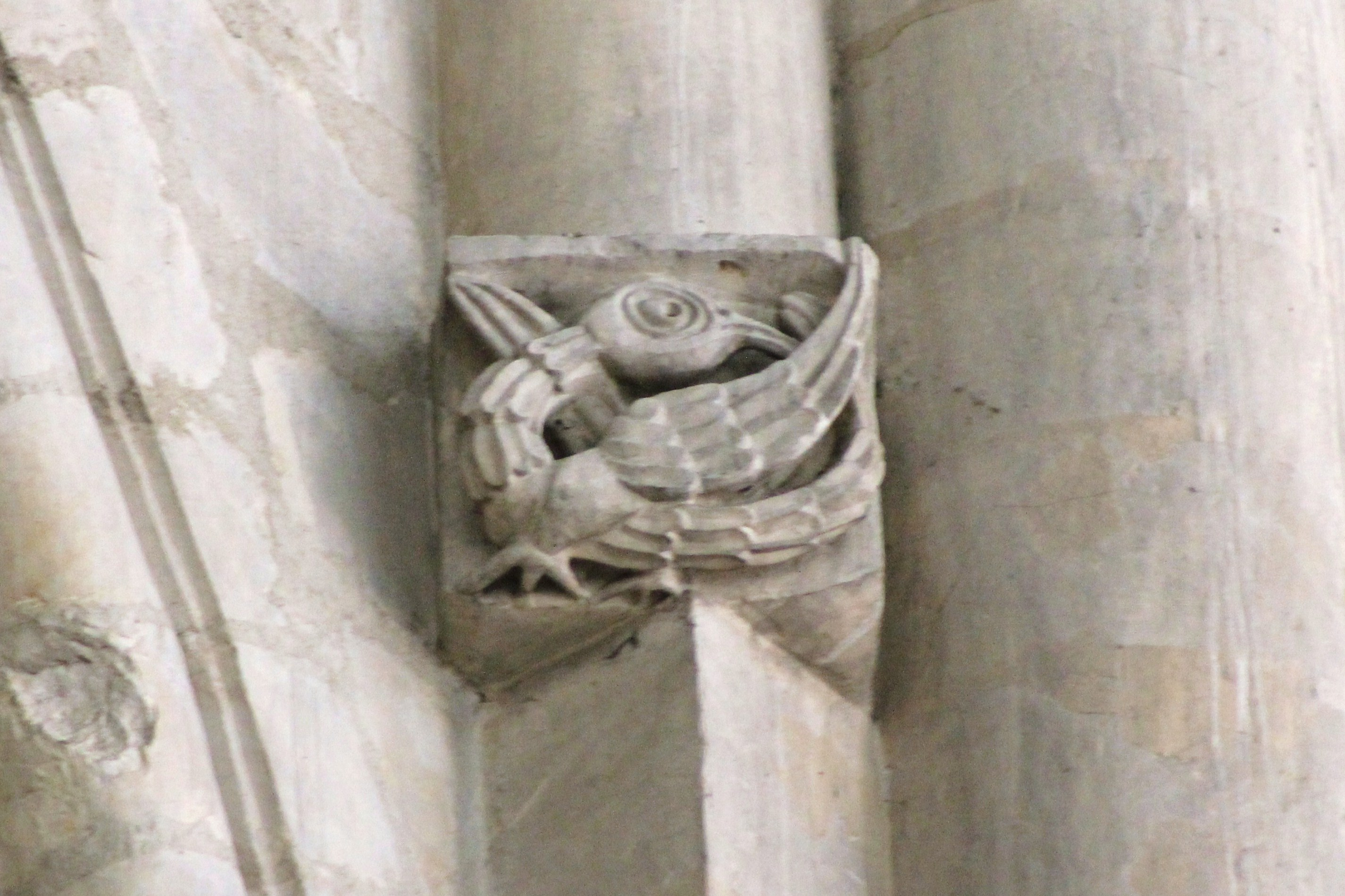
Une oie.

### Influence sur le monde anglo-normand

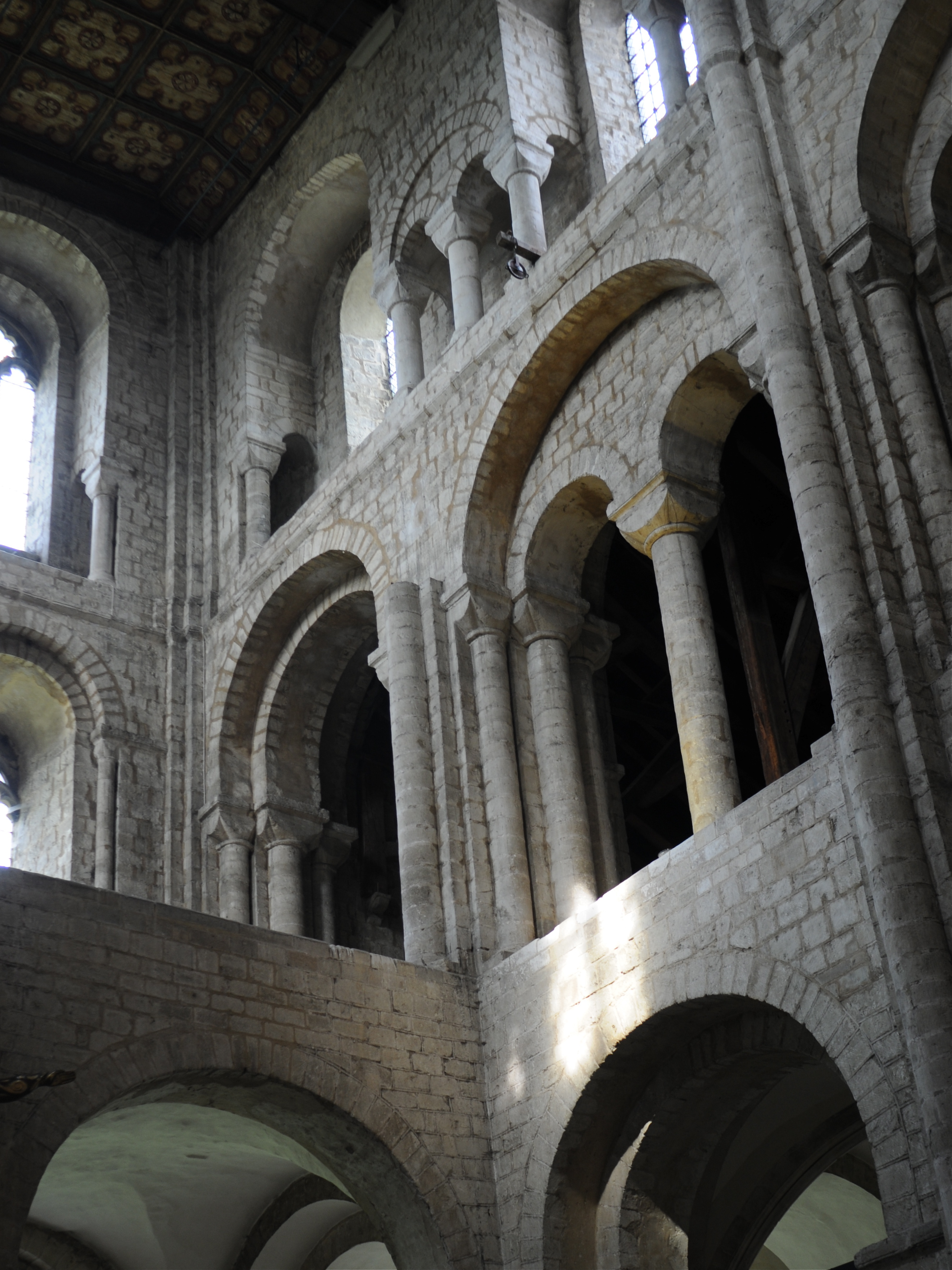
Transept normand avec coursive de la cathédrale de Winchester.

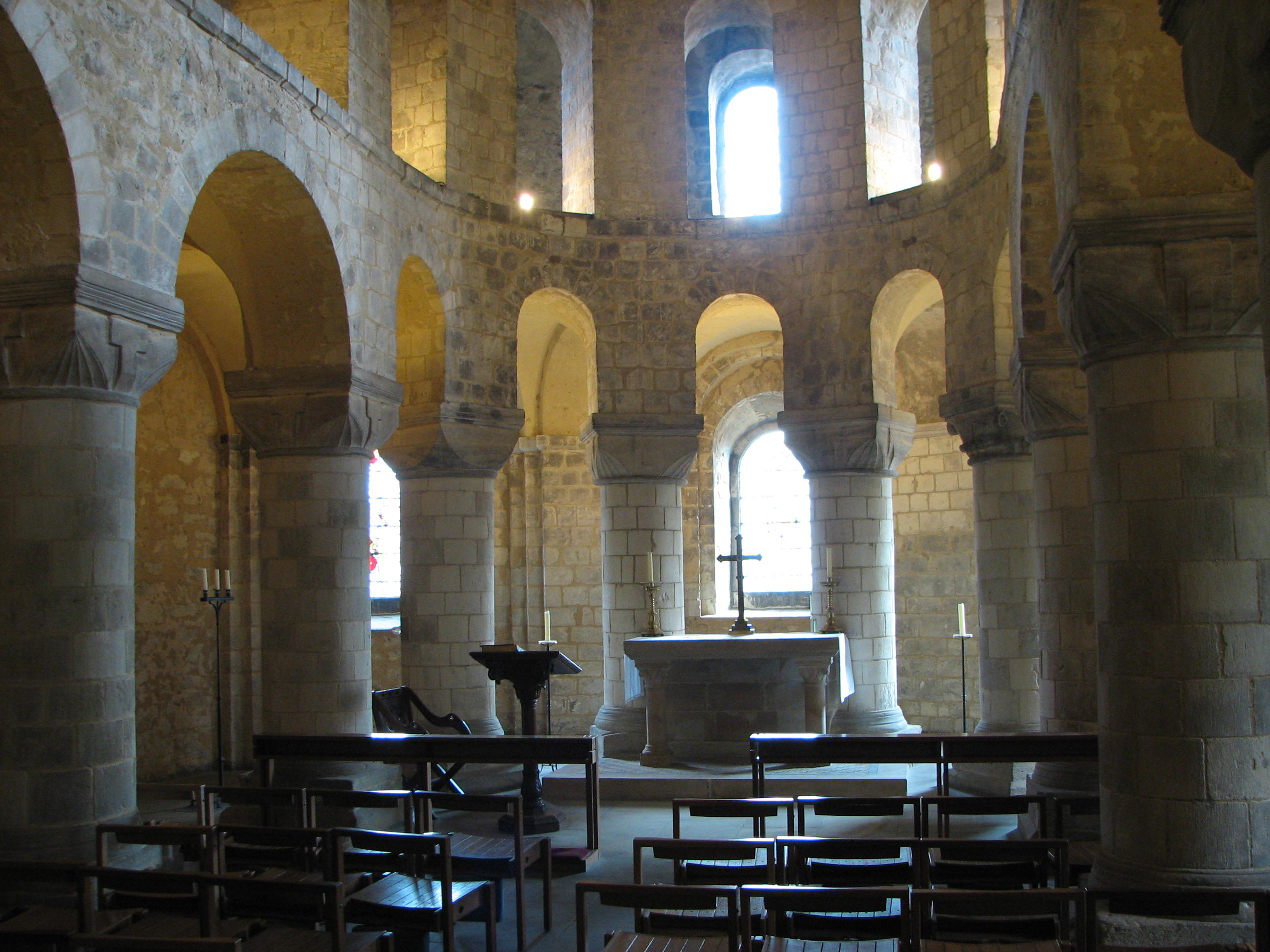
Chapelle Saint-Jean de Londres dans la Tour de Londres, premiers chapiteaux à godrons vers 1080.

De nombreux évêques et abbés sortis de Saint-Étienne participe à la réorganisation de l'Église d'Angleterre et apportent les savoirs développés à Saint-Étienne par Lanfranc pour le duc-roi et qui doivent servir de références. Le choix de ce lieu par Guillaume le Conquérant pour en faire sa sépulture est un symbole fort de cette volonté.
Ils ont remplacé après la conquête les églises généralement petites et souvent construites en bois des anglo-saxons par de vastes édifices en pierre pour marquer la supériorité et le caractère permanent de la présence normande auprès de la population.
À la suite de Lanfranc qui après avoir commencé la construction de Saint-Étienne réédifie la cathédrale de Canterbury et engage Gondulphe pour reconstruire la cathédrale de Rochester, Walchelinus nommé évêque en 1070 commence la construction de la cathédrale de Winchester. L'église et les bâtiments adjacent de la cathédrale Saint-Alban de St Albans sont rebâtis avec l'aide de Lanfranc par Paul, abbé en 1077.
Gundulphe évêque de Rochester en 1077 comme Ernulphe avait accompagné Lanfranc depuis l'abbaye du Bec et dirigea peut-être la construction de Saint-Étienne, construit le donjon de West Malling existant sous le nom de Tour Saint-Léonard et qui est regardé comme le plus ancien donjon anglo-normand. Il reconstruit la cathédrale de Malling sous les conseils de Saint Anselme et édifie plusieurs églises dont Darenton et Dartford et la Tour de Londres.
Ernuphe prieur de Canterbury en 1093 détruit le chevet construit par Lanfranc pour le remplacer par un édifice plus riche. Abbé de la cathédrale de Peterborough en 1127, il reconstruit les bâtiments conventuels. évêque de Rochester en 1114, il refait le dortoir, la chapelle et le réfectoire.
Radulphe de Vaucelles prieur de Saint-Étienne, est abbé de l'abbaye Saint-Martin de Séez en 1088, évêque de Rochester en 1108 et archevêque de Canterbury en 1115.
Turtin est abbé de l'abbaye de Glastonbury en 1081, Roger, chapelain de Guillaume, prieur de Saint-Étienne construit comme abbé de l'abbaye du Mont-Saint-Michel la voûte qui s'écroule peu après, puis devient abbé de Cerne (Cerve). Henri est prieur de Canterbury, Guillaume de Corbeil, prieur de Saint-Étienne, archevêque de Canterbury en 1130 et continu les travaux de la cathédrale, la consacre, ainsi que celle de Rochester en 1130. Il construit le donjon de Rochester.
Radulphe, prieur de Rochester en 1107 couvre de plomb la cathédrale, complète le mur d'enceinte et élève de nouveaux bâtiments. Il devient prieur de Canterbury et abbé de Senlac sur le site de la bataille d'Hastings. Herluin, abbé de Canterbury en 1090 reconstruit l'église de l'abbaye.
Guillaume du Hommet, le dernier religieux de Saint-Étienne élevé a une haute dignité, prieur de Frompton, abbé de la cathédrale de Westminster en 1214 parait avoir fait partie du plan du chœur. Il assiste en 1215 au Quatrième concile du Latran puis est envoyé à la Cour de France.
L'influence des constructions normandes et en particulier de Saint-Étienne est généralement admise. À ce développement, un contre-courant d'Angleterre vers la Normandie parait lui avoir succédé en particulier pour les chapiteaux cubiques juxtaposés présents à la cathédrale de Durham qui deviendront des chapiteaux à godrons comme à l'abbaye Sainte-Trinité de Lessay.
Outre l'influence que Saint-Étienne a par ces religieux, il est évident aussi qu'elle en a exercé une plus grande sur les évêques et abbés qui sans être d'anciens religieux de Saint-Étienne, durent souvent prendre pour modèle l'œuvre du duc-roi en particulier à l'abbaye de Fécamp, l'abbaye Saint-Ouen de Rouen, à l'abbaye Sainte-Trinité de Lessay, l'abbaye Saint-Étienne de Fontenay, l'abbaye de Lonlay, l'abbaye de Saint-Pierre-sur-Dives et l'abbaye de Savigny.

### Influence sur l'art gothique normand
L'église Saint-Étienne de Caen est la construction originelle du gothique normand: toute la réflexion architecturale ultérieure en Basse-Normandie et pour une bonne part en Haute-Normandie en découle.
On découvre d'évidents échos du chevet de l'église Saint-Étienne de Caen à l'abside de la cathédrale de Coutances comme dans le chœur de la cathédrale de Bayeux.

### Lien avec les bâtiments monastiques
Au sud de l'église, se trouve les bâtiments monastiques, reconstruits au XVIIIe siècle, mais respectant la Règle de Saint-Benoît. La galerie nord du cloître longe l'église. Les liaisons avec l'église se font comme dans la plupart des monastères par le croisillon sud du transept avec l'escalier menant du dortoirs au chœur des moines pour les offices de nuit (escalier dit des Matines) et, dans sa suite, la sacristie en liaison avec les autels.

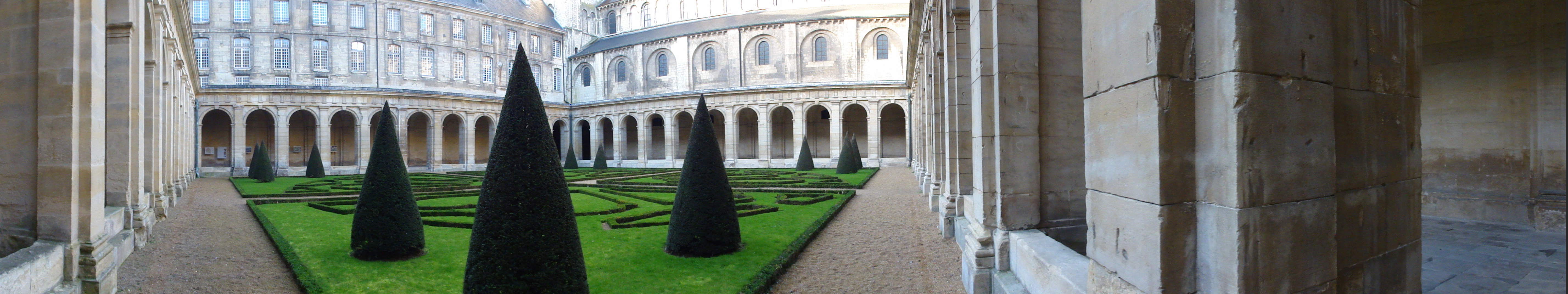
Le cloître, centre de la vie des moines avec au Nord l'église Saint-Étienne, le sanctuaire lieu de l'office divin, les reliques, le chœur des moines et dans la partie Ouest de l'église l'accueil des visiteurs et des pèlerins, à l'Est la sacristie, la salle capitulaire lieu de rencontre et de décision des religieux et au-dessus les dortoirs et le scriptorium, au Sud, l'escalier d'honneur, le réfectoire, à l'Ouest: le parloir, l'escalier Ouest et au-dessus les dortoirs et autres lieux de vie de la clôture monastique.

## Éléments intérieurs de l'église

### Éléments architecturaux

#### Tombeau de Guillaume le Conquérant (XIe–XIXesiècle)
Le tombeau de Guillaume le Conquérant (mort le 9 septembre 1087) était placé au milieu du chœur (peut-être sous la tour-lanterne). Son fils, Guillaume le Roux, fait construire un monument en marbre, surmonté d'un gisant. L'orfèvre Othon réalise la décoration avec de l'or, de l'argent et des pierres précieuses. Ce monument est détruit en 1562 par les huguenots.
Après la restauration du chœur, le prieur Jean de Baillehache fait élever en 1642 un nouveau tombeau en marbre au milieu du chœur pour placer l'os de Guillaume le Conquérant, sauvé en 1563.
En 1742, la tombe est déplacée. Le tombeau est réduit à un simple caveau recouvert d'une pierre tombale situé dans le sanctuaire.
En 1772, lorsque le pavement du chœur est remplacé, une nouvelle plaque avec une nouvelle épitaphe est posée sur la tombe. À la Révolution, cette pierre tombale est à nouveau détruite.
Elle est remplacée en 1802 par la pierre tombale visible actuellement. Elle porte, en latin, l'inscription suivante :HIC SEPULTUS EST • INVICTISSIMUS • GUILLELMUS • CONQUESTOR • NORMANNIÆ DUX • ET ANGLIÆ REX • HUJUSCE DOMUS • CONDITOR • QUI OBIIT ANNO • MLXXXVII qui peut être traduit par : « Ici repose l'invincible Guillaume le Conquérant, duc de Normandie et roi d'Angleterre, fondateur de cette maison, qui mourut l'année 1087 ».
Le 22 août 1983, le caveau maçonné est ouvert. Le fémur attribué au duc est alors étudié et l'analyse de l'os révèle qu'il s'agit de celui d'un homme de grande stature pour l'époque (1,73 m), habitué à monter à cheval,.

Tombe de Guillaume le Conquérant
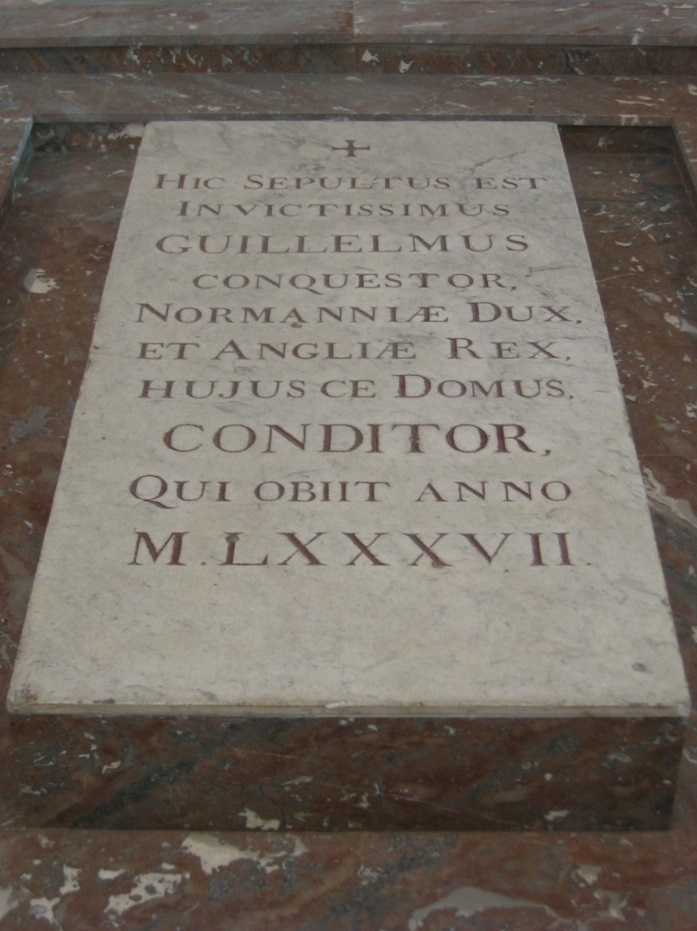
Pierre tombale.
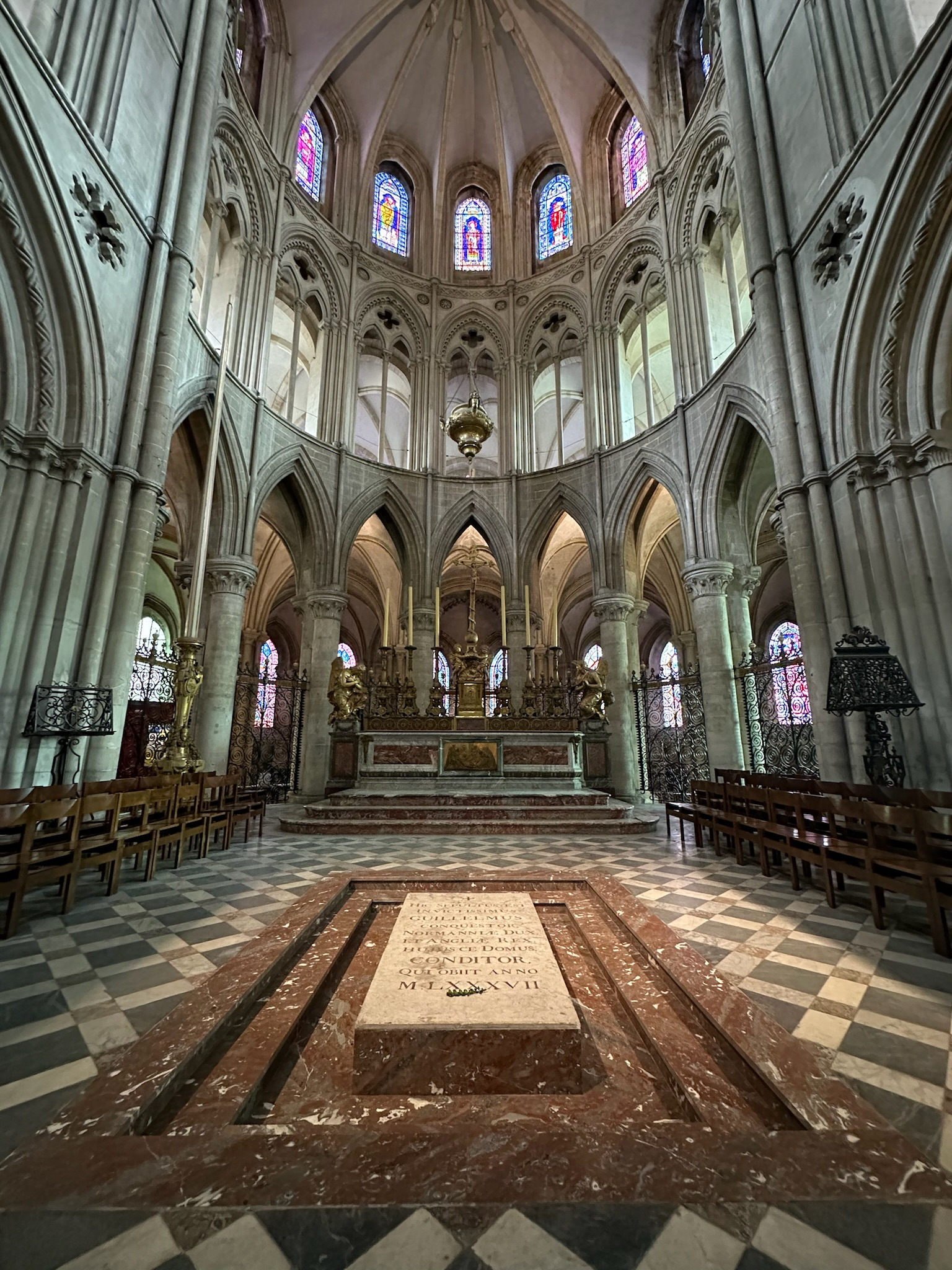
Position de la tombe dans le chœur.

#### Stalles du chœur (XVIIesiècle)
Dans le chœur, se trouvaient à l'origine trente stalles hautes et trente stalles basses de chaque côté datant du XVIIe siècle. Il ne reste plus que cinquante-huit stalles hautes et quarante-huit stalles basses. Elles ont subi quelques modifications au XVIIIe siècle et ont été amputées de leurs hauts dossiers en 1804.
Certaines sont dotées de miséricordes sculptées de sujets religieux et profanes.
Les accoudoirs sont ornés de têtes d'hommes et de femmes diversement coiffées, ainsi que de tête de cheval, une de chien et une tête de mort.
Elles sont classées avec le reste de l'édifice en 1840.

#### Chaire à prêcher (XVIIesiècle)
La chaire à prêcher en bois sculpté s'élève du côté sud de la nef.
Elle est réalisée vers 1619 par Fabien Crouillières, maître menuisier, d'après les dessins de Jean Le Febvre, maître sculpteur et architecte de Caen,,
Elle est vendue pendant la révolution à un tanneur qui la rétrocède à l'église quand le culte est rétabli.
Elle est classée avec le reste de l'édifice en 1840.
La rampe d'appui de l'escalier est constituée de quatre panneaux sur lesquels sont sculptés les quatre évangélistes Matthieu, Marc, Luc et Jean. Ils sont représentés avec leurs attributs et une scène caractéristiques de leur vie.
La cuve est formée de cinq panneaux sur lesquels est sculptée la vie de saint Étienne : son arrestation, le jugement, sa lapidation et sa résurrection. Lors du remontage de la chaire après la révolution, il semble toutefois que les panneaux n'aient pas été replacés dans l'ordre chronologique.
Sur l'abat-voix couronnant la chaire, qui semble avoir été modifié, reposent cinq petites statues d'environ 65 cm représentant le Christ, saint Étienne, saint Benoît, saint Paul, saint Pierre.

La chaire à prêcher de la nef
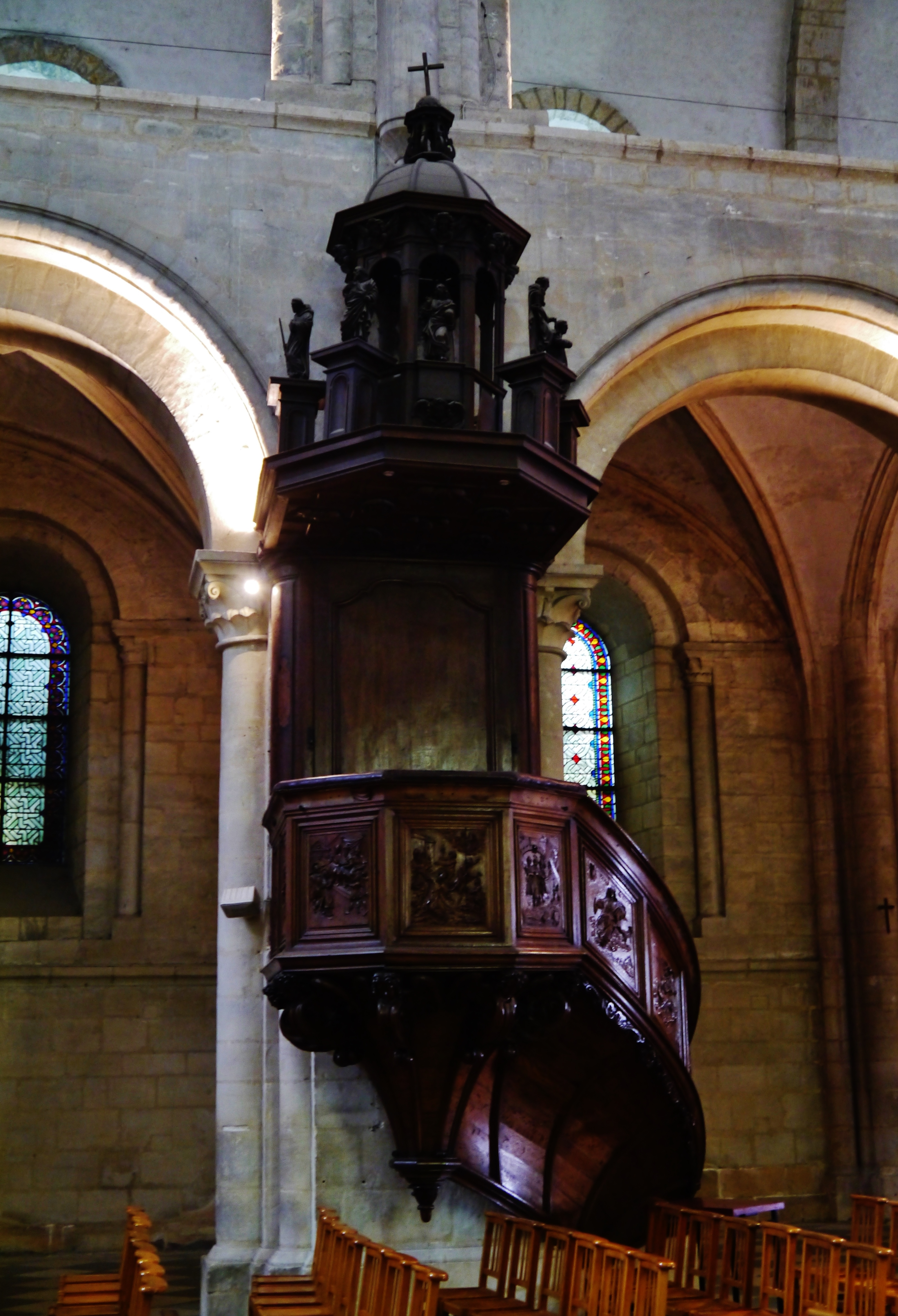
Vue générale dans la nef.
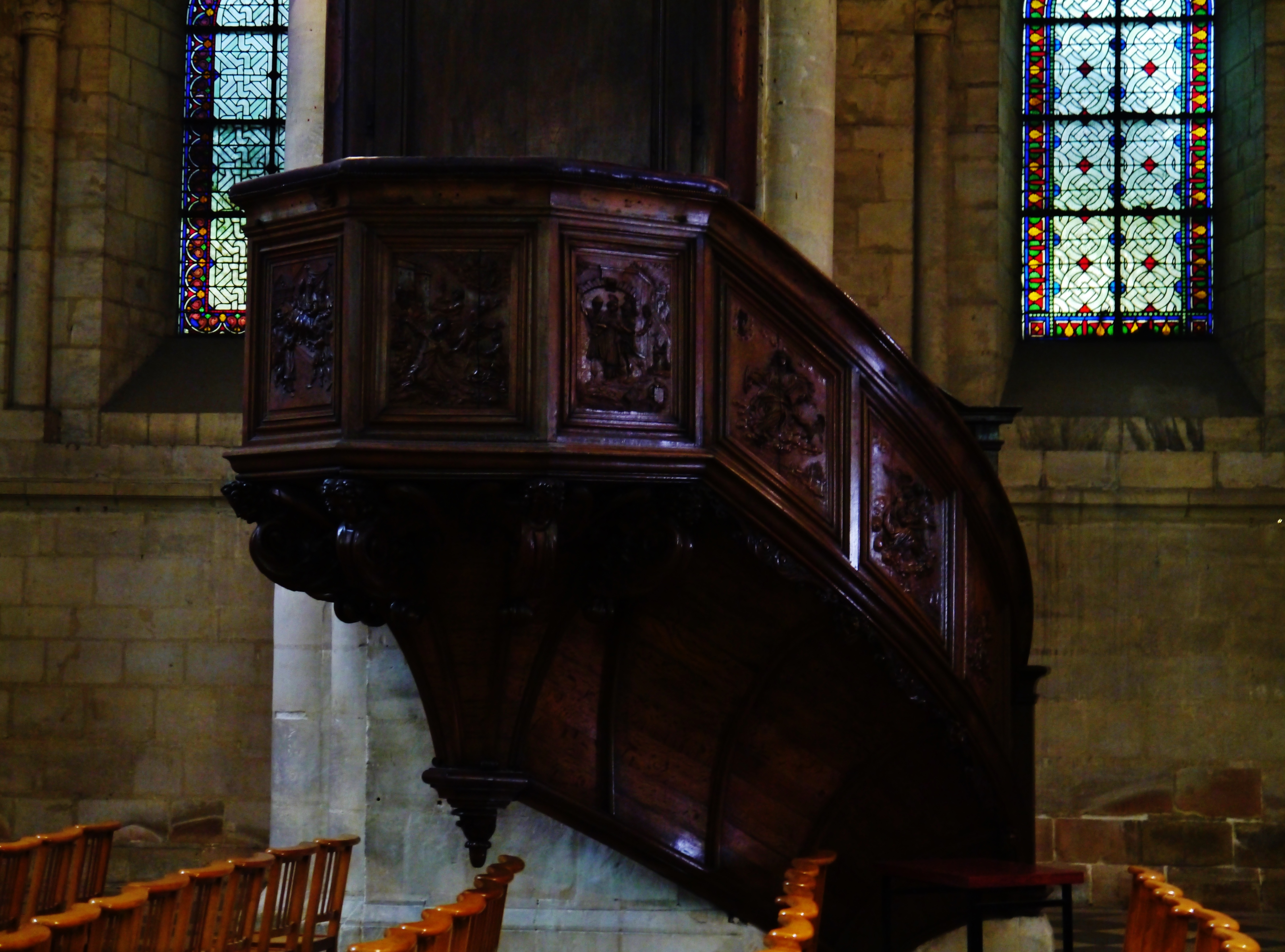
Détail de l'escalier.
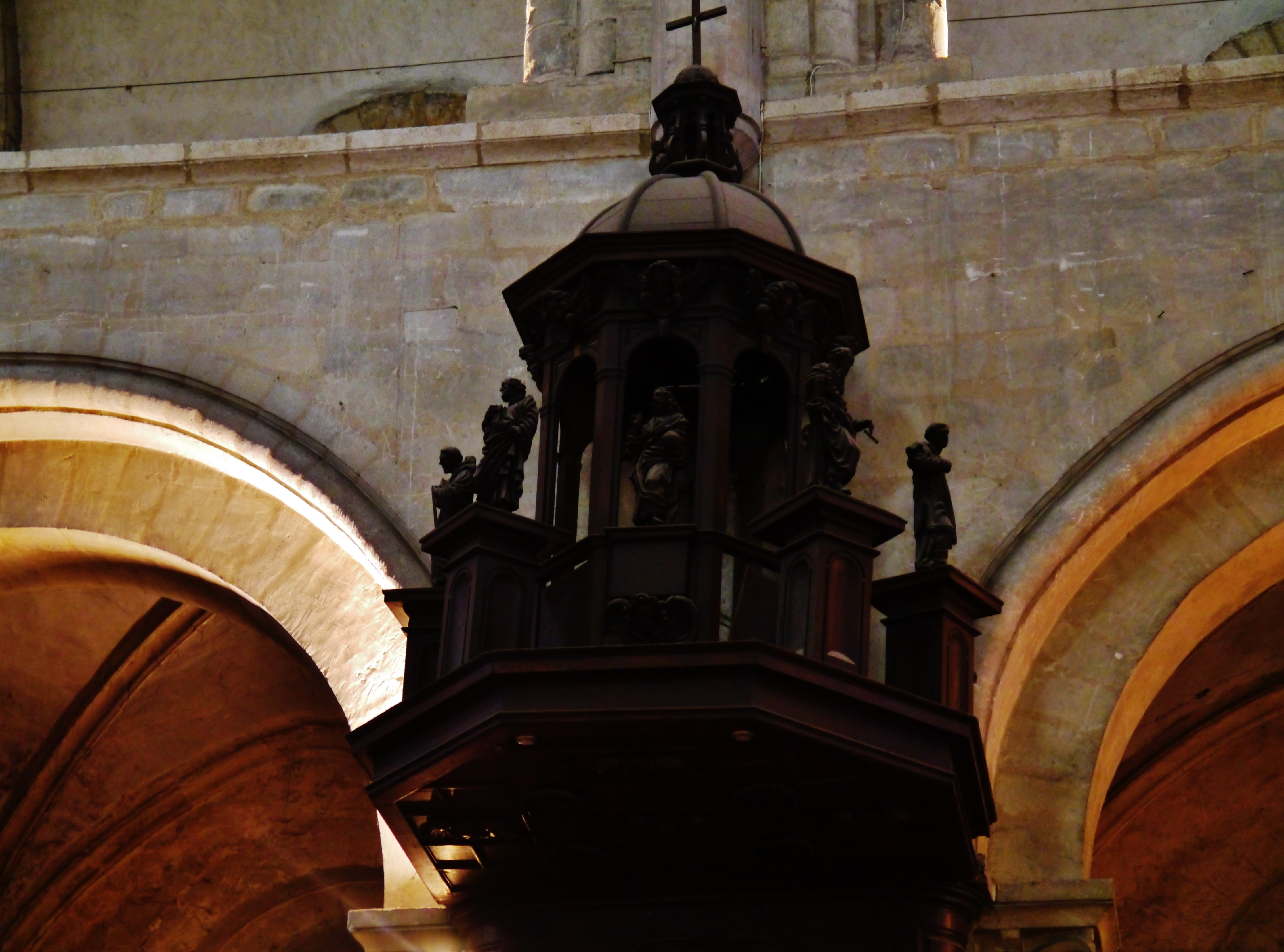
Détail du couronnement.

#### Clôture de la sacristie (XVIIesiècle)
La clôture de la sacristie date du XVIe siècle. Elle se trouve dans le bras du transept sud.
Elle est classée avec le reste de l'édifice en 1840.

La clôture de la sacristie
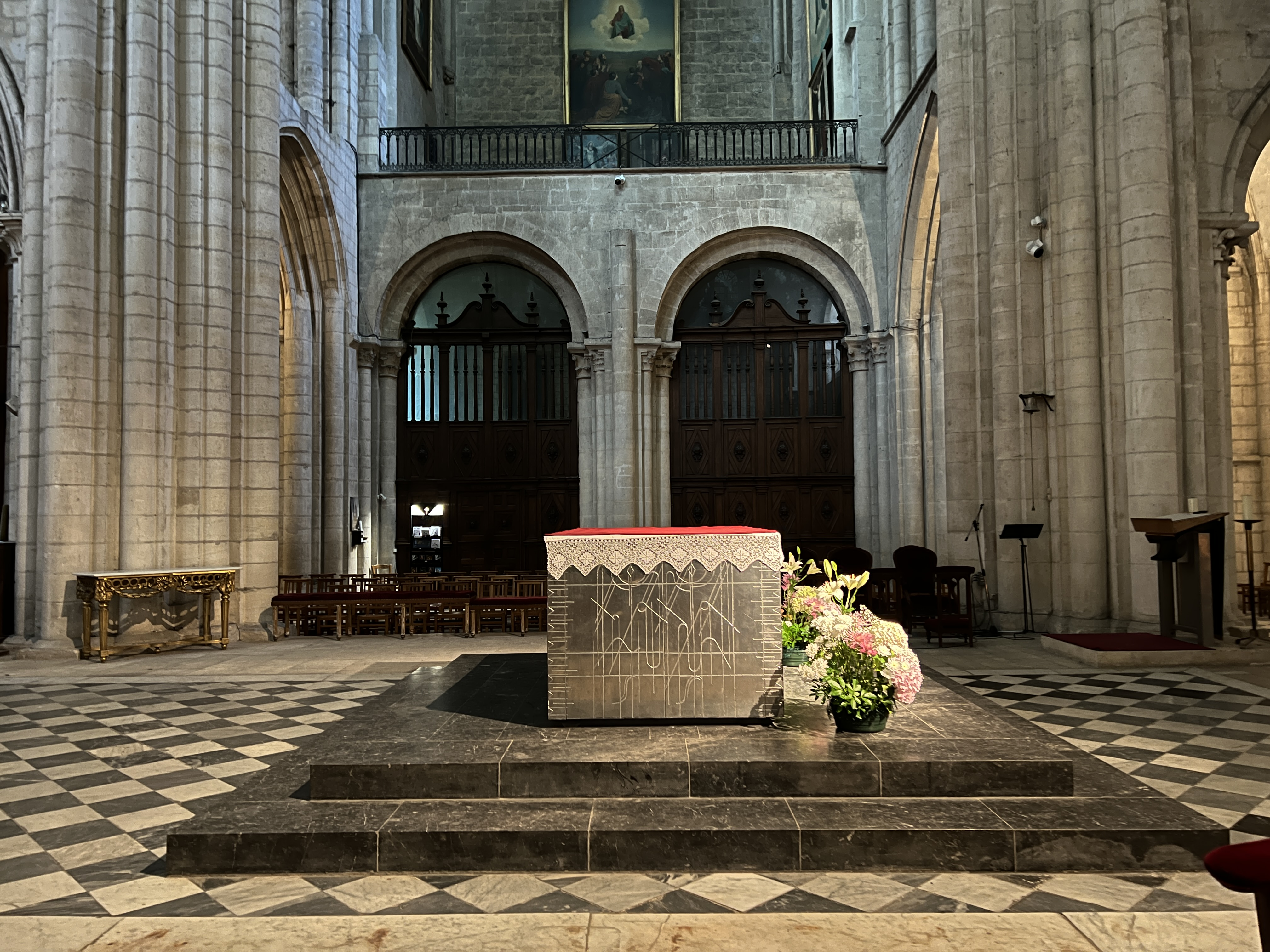
Bras du transept sud.
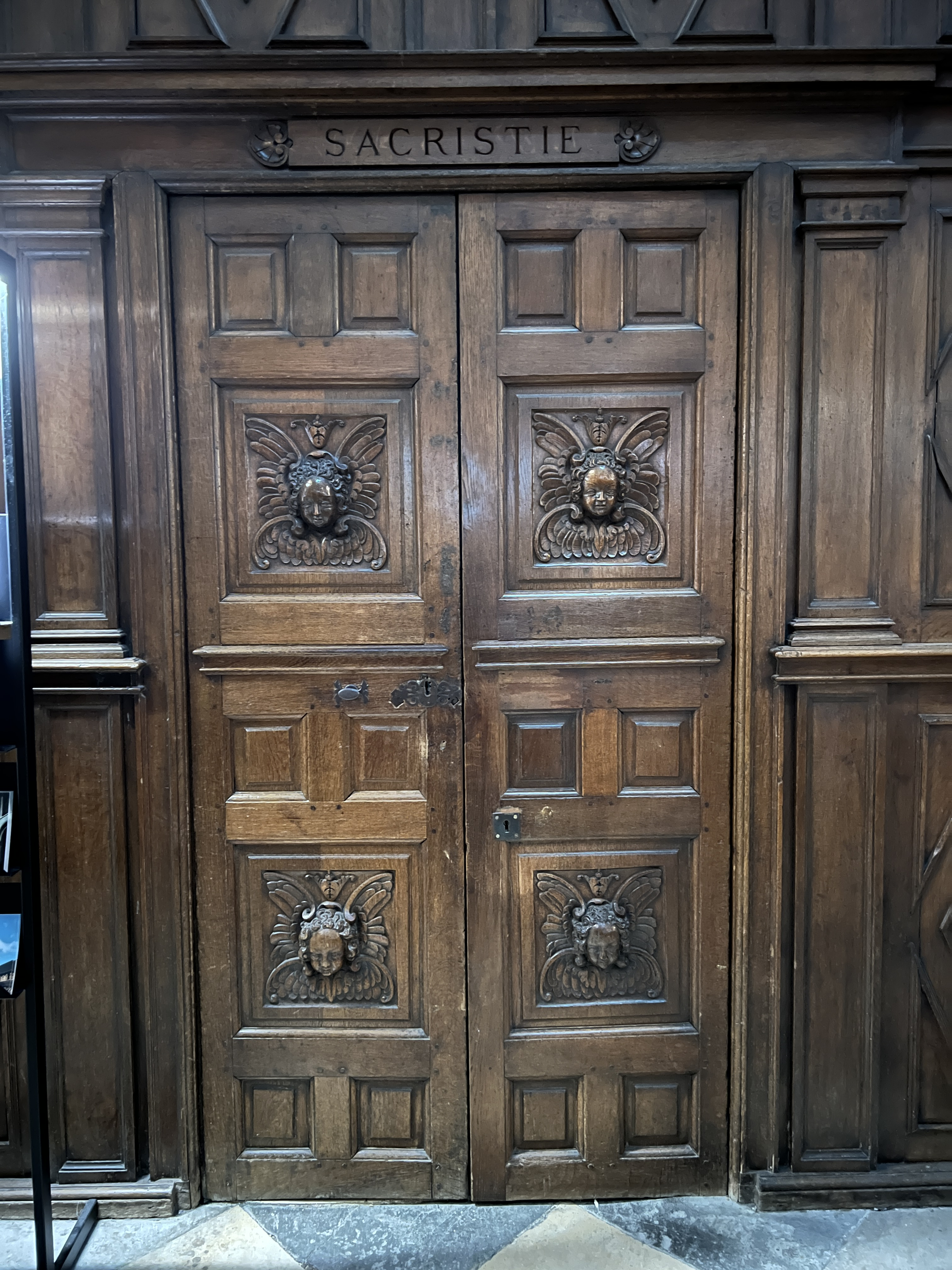
Porte de la sacristie.

#### Orgue de tribune (XVIIIe–XIXesiècle)

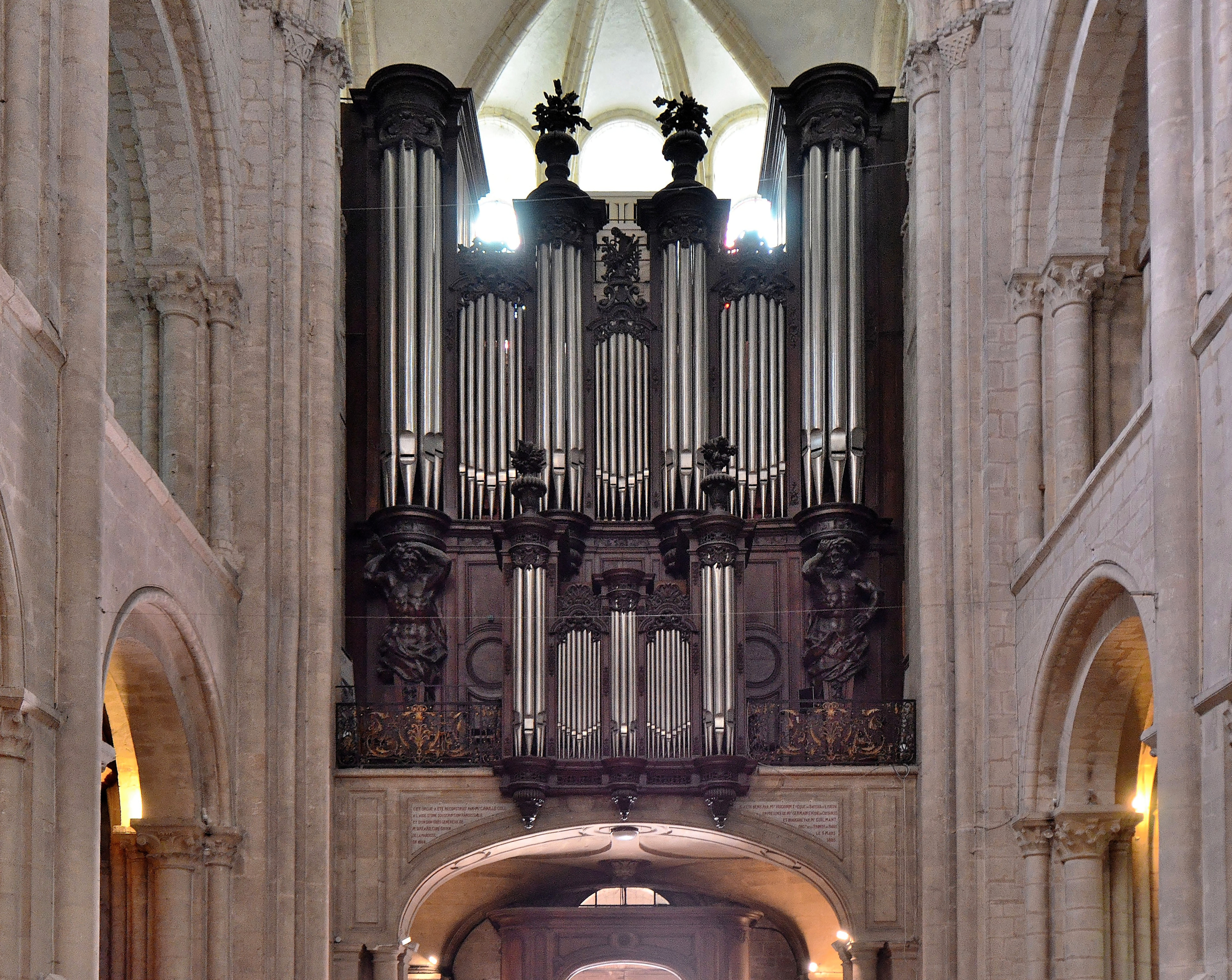
L'orgue de tribune.

Le grand orgue monumental est placé sur la tribune au revers du portail principal de la façade occidentale,
Il est commencé en 1738 par la famille Lefebvre (Jean-Baptiste-Nicolas, son frère Louis et leur cousin Clément) facteurs d'orgue à Rouen. Il est reçu en 1745 par l'organiste Gueroult. Il est alors constitué de soixante jeux. L'orgue est modifié en 1859 par un des frères Verschneider. Les onze soufflets sont remplacés et le mécanisme remis à neuf. Tous les sommiers sont relevés et réparés. Est ajouté un sommier de récit de sept jeux provenant de Notre-Dame, tandis que l'ancien clavier d'écho est supprimé. Enfin une nouvelle bombarde et une grosse flûte de 16 pieds sont ajoutées .
En 1883-1885, l'orgue est complètement reconstruit par Cavaillé-Coll. Il est inauguré le 2 mars 1885 par Alexandre Guilmant. Lors de la bataille de Caen en juin-juillet 1944, les structures de l'orgue sont ébranlés et la maison Jacquot-Lavergne restaure l'ensemble. L'orgue est restauré en 1966 par la maison Ménoret sous la maîtrise d’œuvre de Jean-Pierre Decavèle.
Le buffet d'orgue, daté de 1740-1746, a été attribué au menuisier François Poche, commis de l'abbaye. Mais il aurait en réalité été fabriqué à Rouen par le sculpteur Gouy. Les grandes tourelles latérales sont soutenues par deux atlantes herculéens.
Le buffet de l'orgue est classé monument historique avec le reste de l'édifice par la liste de 1840. La partie instrumentale fait l'objet d'un classement monument historique en tant qu'objet depuis le 15 janvier 1975

##### Composition de l'orgue
L'orgue actuel de Cavaillé-Coll a trois claviers de cinquante-six notes et un pédalier de trente notes. Sa composition est la suivante :
| I Grand Orgue C–56 notes |     |
| Montre                   | 16' |
| Bourdon                  | 16' |
| Montre                   | 8'  |
| Bourdon                  | 8'  |
| Flûte harmonique         | 8'  |
| Gambe                    | 8'  |
| Prestant                 | 4'  |
| Flûte octaviante         | 4'  |
| Quinte 2                 | 2/3 |
| Doublette                | 2'  |
| Cornet V (D)             |     |
| Plein jeu VII rangs      |     |
| Bombarde                 | 16' |
| Trompette                | 8'  |
| Clairon                  | 4'  |

| II Positif de dos C–56 notes |     |
| Bourdon                      | 16' |
| Cor de nuit                  | 8'  |
| Principal                    | 8'  |
| Salicional                   | 8'  |
| Unda maris                   | 8'  |
| Prestant                     | 4'  |
| Flûte douce                  | 4'  |
| Carillon II-III              |     |
| Basson                       | 16' |
| Trompette                    | 8'  |
| Cromorne                     | 8'  |

| III Récit expressif C–56 notes |     |
| Quintaton                      | 16' |
| Diapason                       | 8'  |
| Flûte traversière              | 8'  |
| Viole de Gambe                 | 8'  |
| Voix céleste                   | 8'  |
| Flûte octaviante               | 4'  |
| Octavin                        | 2'  |
| Cornet II-V (D)                |     |
| Bombarde                       | 16' |
| Trompette                      | 8'  |
| Basson-Hautbois                | 8'  |
| Clarinette                     | 8'  |
| Voix humaine                   | 8'  |
| Clairon                        | 4'  |

| Pédale C–    |     |
| Bourdon      | 32' |
| Contrebasse  | 16' |
| Soubasse     | 16' |
| Grosse flûte | 8'  |
| Bourdon doux | 8'  |
| Violoncelle  | 8'  |
| Flûte        | 4'  |
| Bombarde     | 16' |
| Trompette    | 8'  |
| Clairon      | 4'  |

##### Titulaires de l'orgue
- Albert Peschard - seconde moitié du XIXe siècle, Docteur en droit, savant, inventeur, avec Charles Spackmann Barker (lui-même inventeur du levier pneumatique connu sous le nom de machine Barker), du système électro-pneumatique de traction adapté à l'orgue.
- au moins de 1882 à 1919 : Jules Marie (Achille Dupont, mort en 1901, père de Gabriel Dupont, était organiste à Saint-Pierre de Caen).
- 1920-c. 1945 : Léon Guillaume (précédemment Titulaire du G.O. de Saint-Pierre de Caen c. 1915-1920)
- c. 1945-1965 : Jules Friley (compositeur, précédemment Titulaire du G.O. de Saint-Pierre de Caen de 1920 à 1944). 1er professeur d'orgue au Conservatoire de Caen, lors de la création de la classe d'orgue.
- 1965-1990 : Cécile Sagot-Mauger (précédemment Titulaire à Trouville puis à Caen, notamment de l'orgue de chœur de Saint-Étienne).
- 1990- : Alain Bouvet[28].
- Cotitulaire : Alain Mabit.
- Cotitulaire : Erwan Le Prado.

##### Enregistrements
Nombreux enregistrements notamment par Marie-Claire Alain, Suzanne Chaisemartin, Alain Bouvet, Susan Landale, Pierre Pincemaille, etc.

#### Grande horloge du transept (XVIIIesiècle)
La tribune du transept nord est occupée par une grande horloge réalisée en 1744 par Gautier, sous la direction de Michel Fierville, commis de l'abbaye.
Comme l'orgue, elle est classée monument historique depuis 1840.

La grande horloge
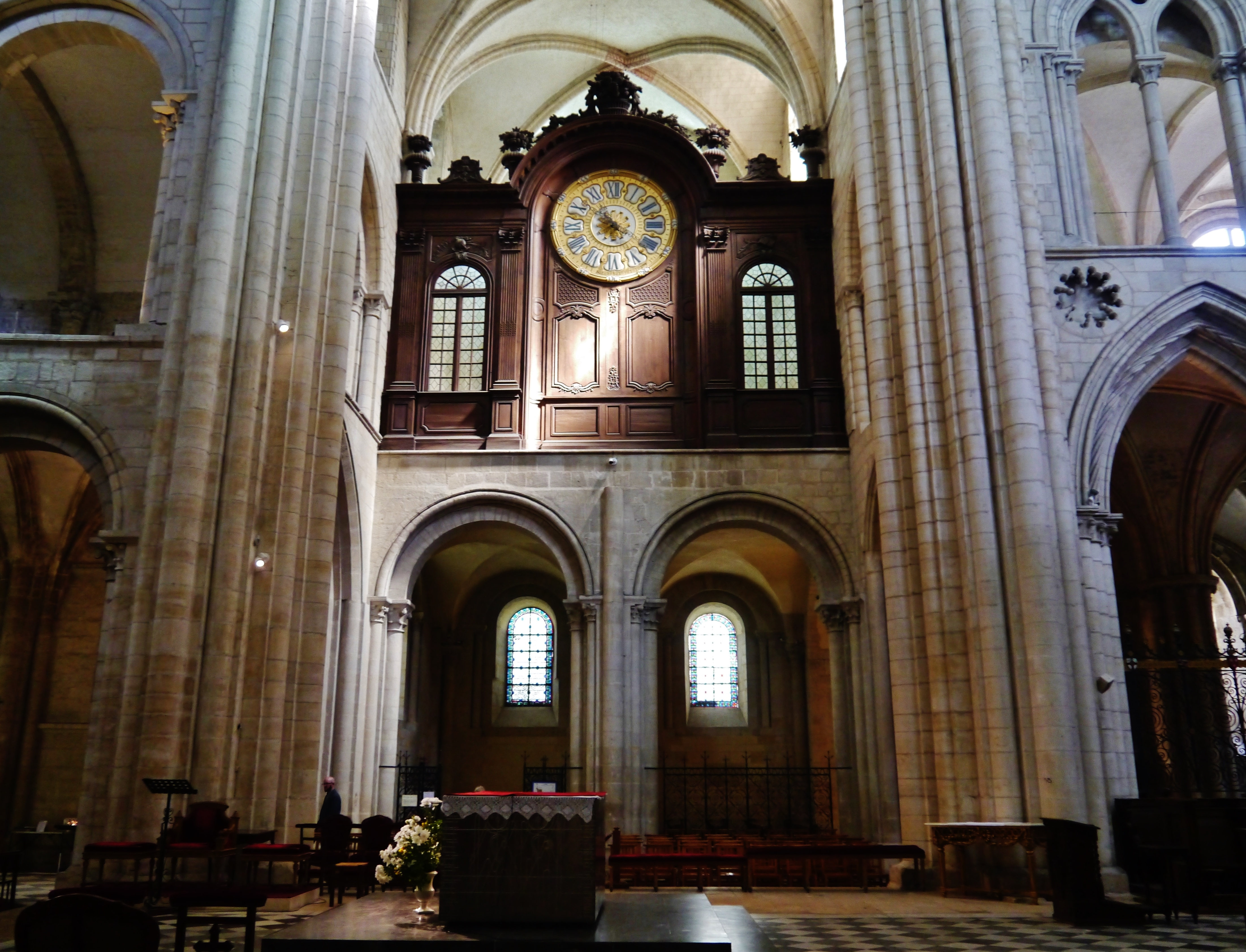
La tribune du transept supportant l'horloge.
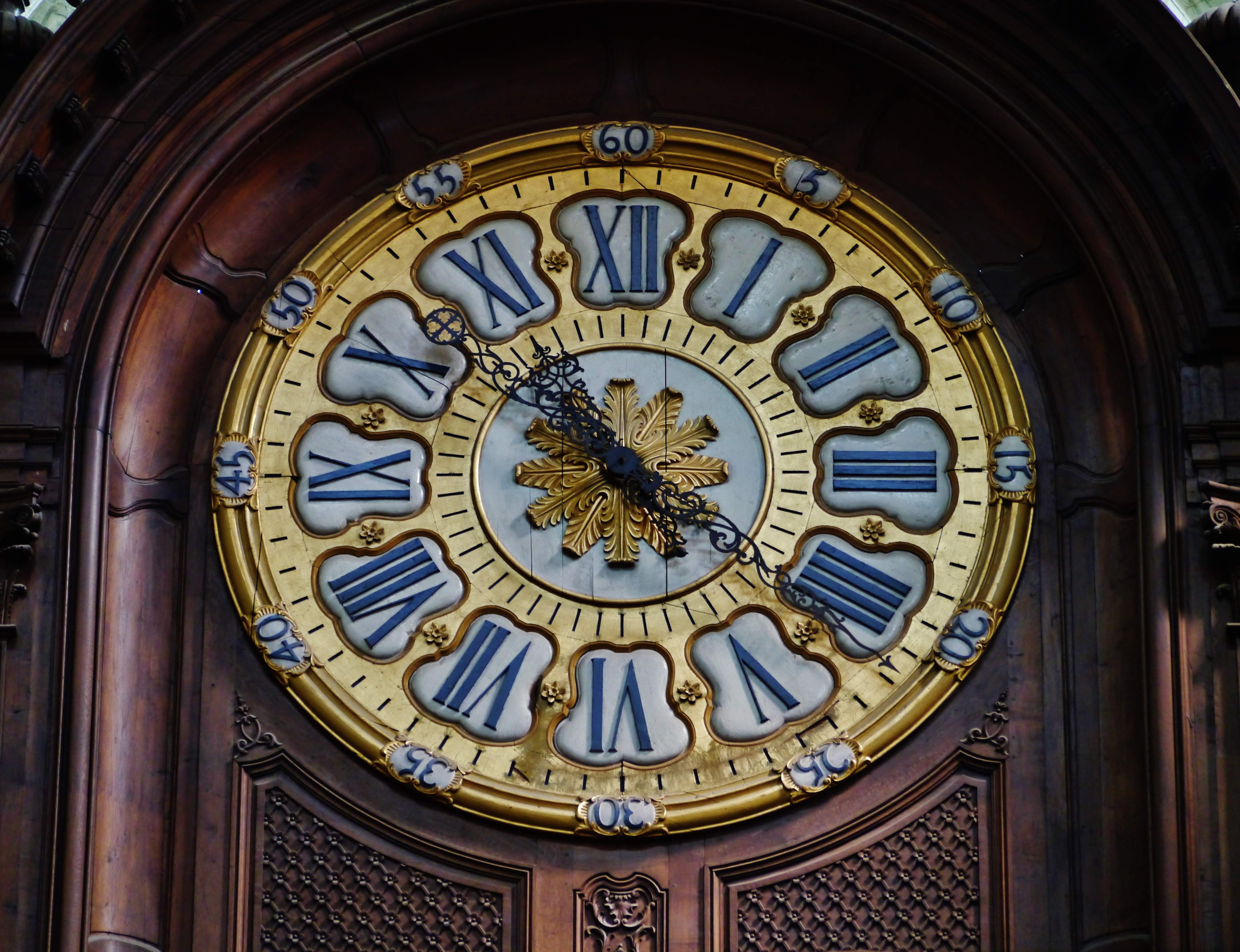
Détail du cadran.
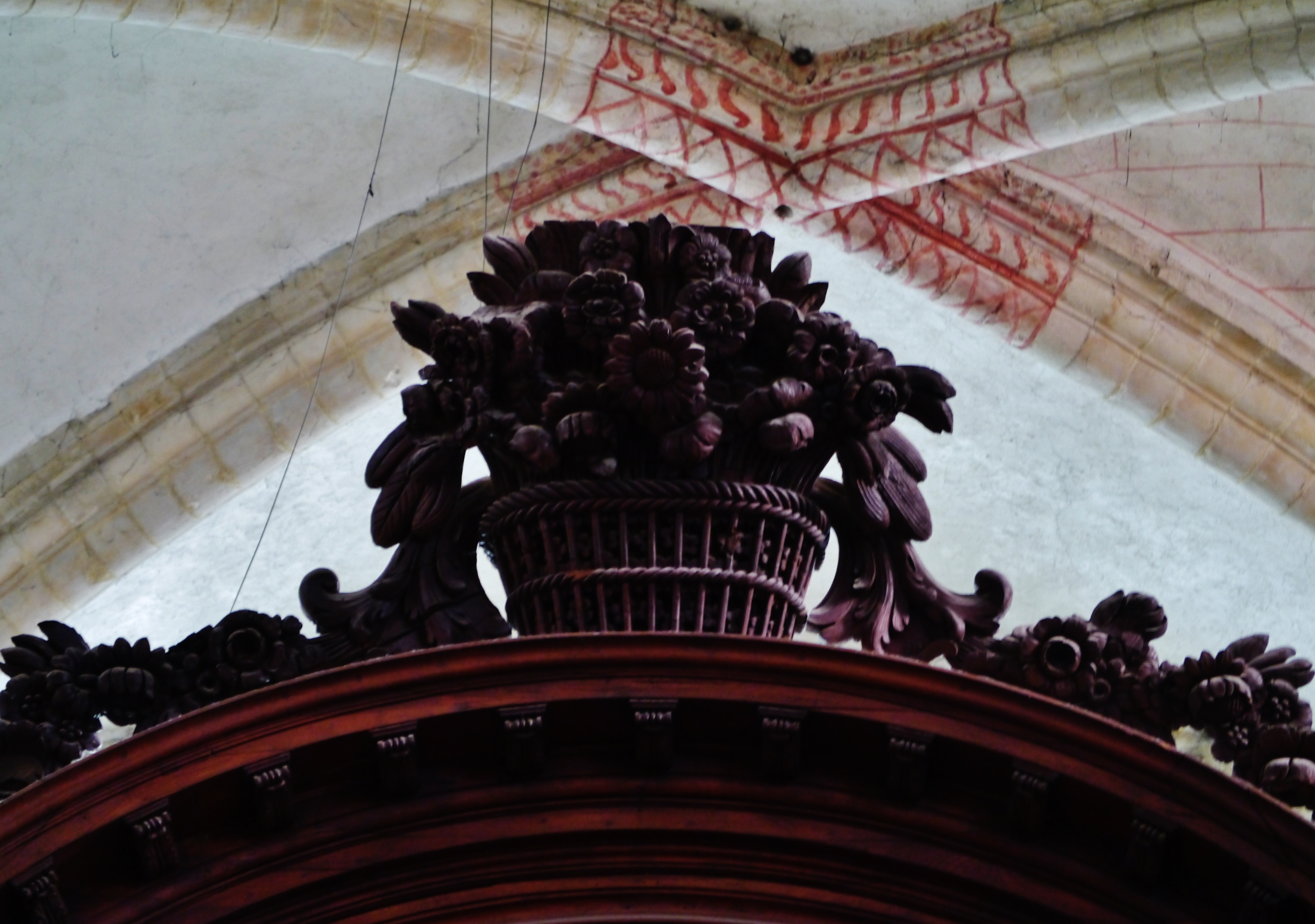
Détail du couronnement de la menuiserie de l'horloge.

#### Maître-autel du chœur (XVIIIesiècle)
Le maître-autel du chœur est commandé par Michel Fierville, commis de l'abbaye. Il se rend à Paris chez l'orfèvre Hervieu pour faire réaliser le bas-relief représentant la Descente de croix. Ce bas-relief en bronze doré et ciselé est réalisé vers 1771. C'est la copie de celui qui a été réalisé vers 1588 par Germain Pilon pour l'église du couvent Sainte-Catherine-du-Val-des-Écoliers (aujourd'hui conservé au musée du Louvre),.
Saint Jean l'Évangéliste, représenté imberbe, dépose le Christ mort au sol dans son linceul. Au-dessus d'eux, se tiennent Joseph d'Arimathie, tenant les clous de la croix, et saint Joseph d'Arimathie, portant dans ses mains une couronne d'épine. Au centre, est représentée la Vierge, détournant son visage du corps de son fils et les bras croisés sur la poitrine. Elle est soutenue par une femme. Plus à droite, Marie-Madeleine se baisse pour oindre les jambes du Christ avec le parfum provenant d'un vase représenté sous sa main. Derrière elle, se tiennent deux saintes femmes,.
Le maître-autel est classé avec le reste de l'édifice en 1840.

Le maître-autel du chœur
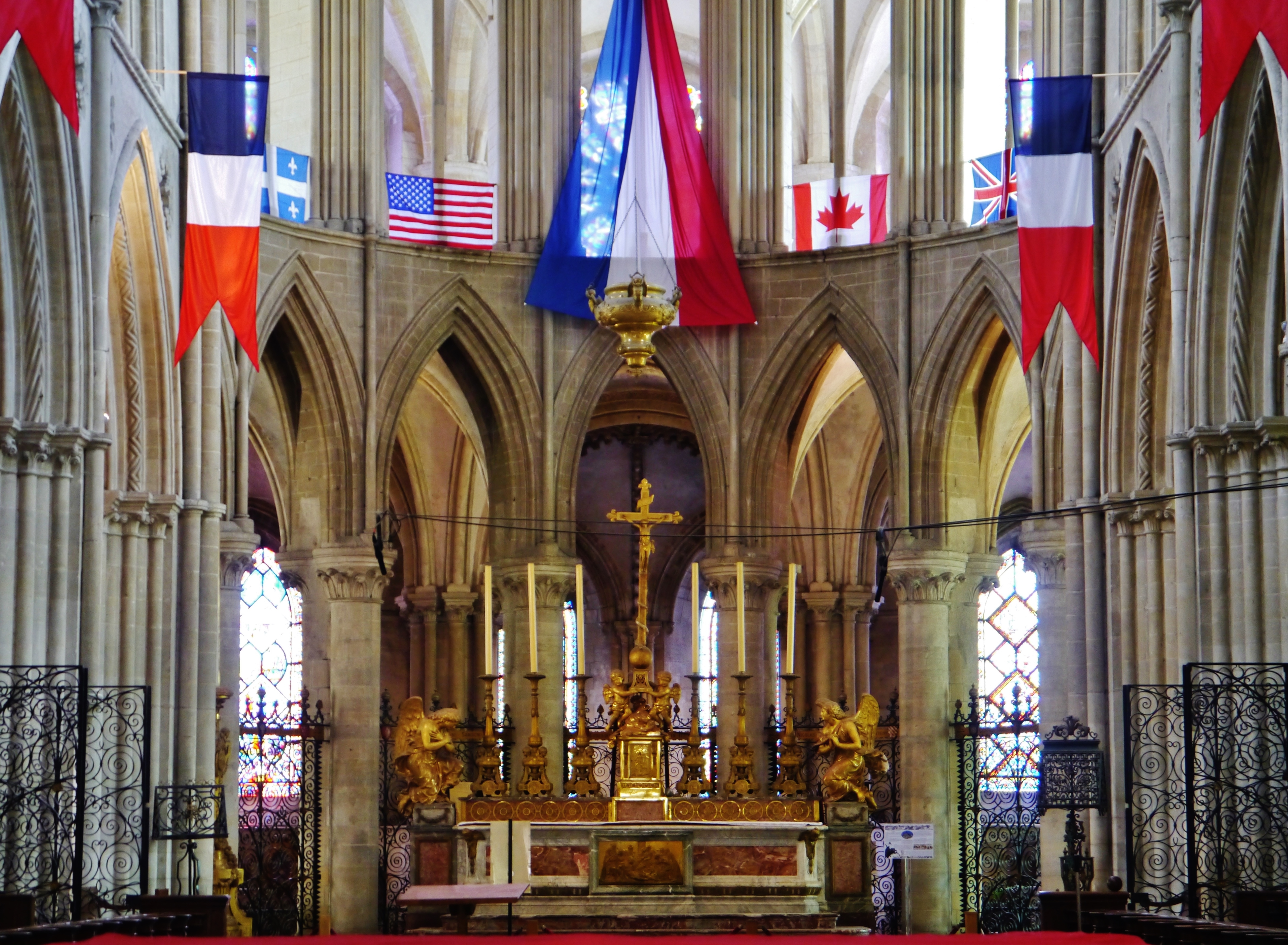
Le maître-autel dans le chœur.
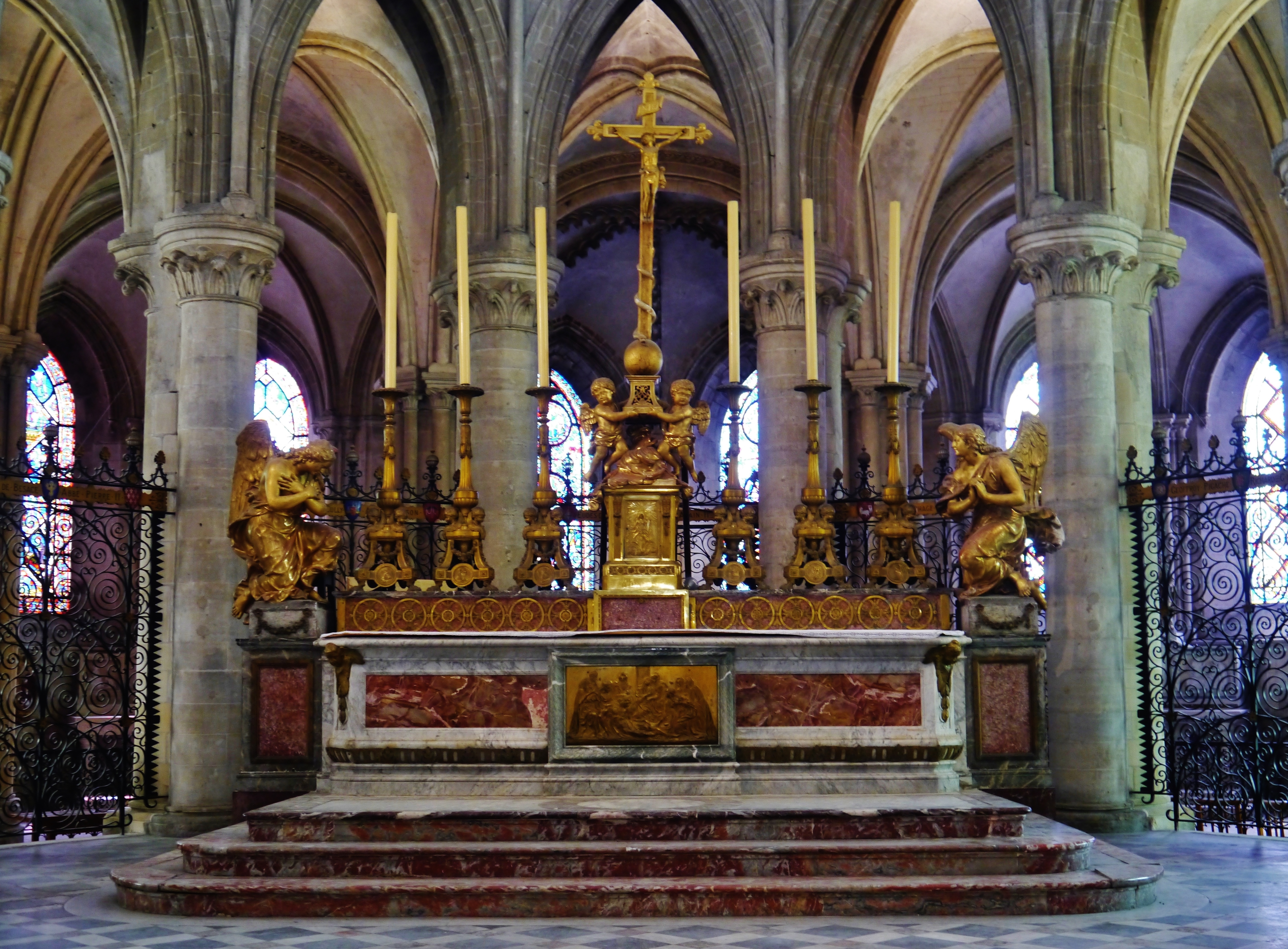
Vue générale.

#### Tambour de porte du grand portail (XVIIIesiècle)
L'accès à l'église se faisait traditionnellement par les deux petites portes latérales dotées de guichet. Situées au pied des tours, elles donnaient accès à deux espaces coupés des bas-côtés par un mur et perpendiculaires à la nef, formant ainsi des vestibules. La grande porte centrale, donnant accès directement à la nef, servait quant à elle uniquement lors de la Fête-Dieu ou pour les processions.
Ce dispositif est modifié au XVIIIe siècle, l'accès se faisant désormais de manière régulière par l'ancienne porte d'honneur. Le vantail gauche (depuis l'extérieur) est coupé à moitié de sa hauteur. Afin de protéger l'église du vent venant de l'extérieur, l'actuel tambour de porte est alors construit.
Il est classé avec le reste de l'édifice en 1840.

Le tambour du grand portail
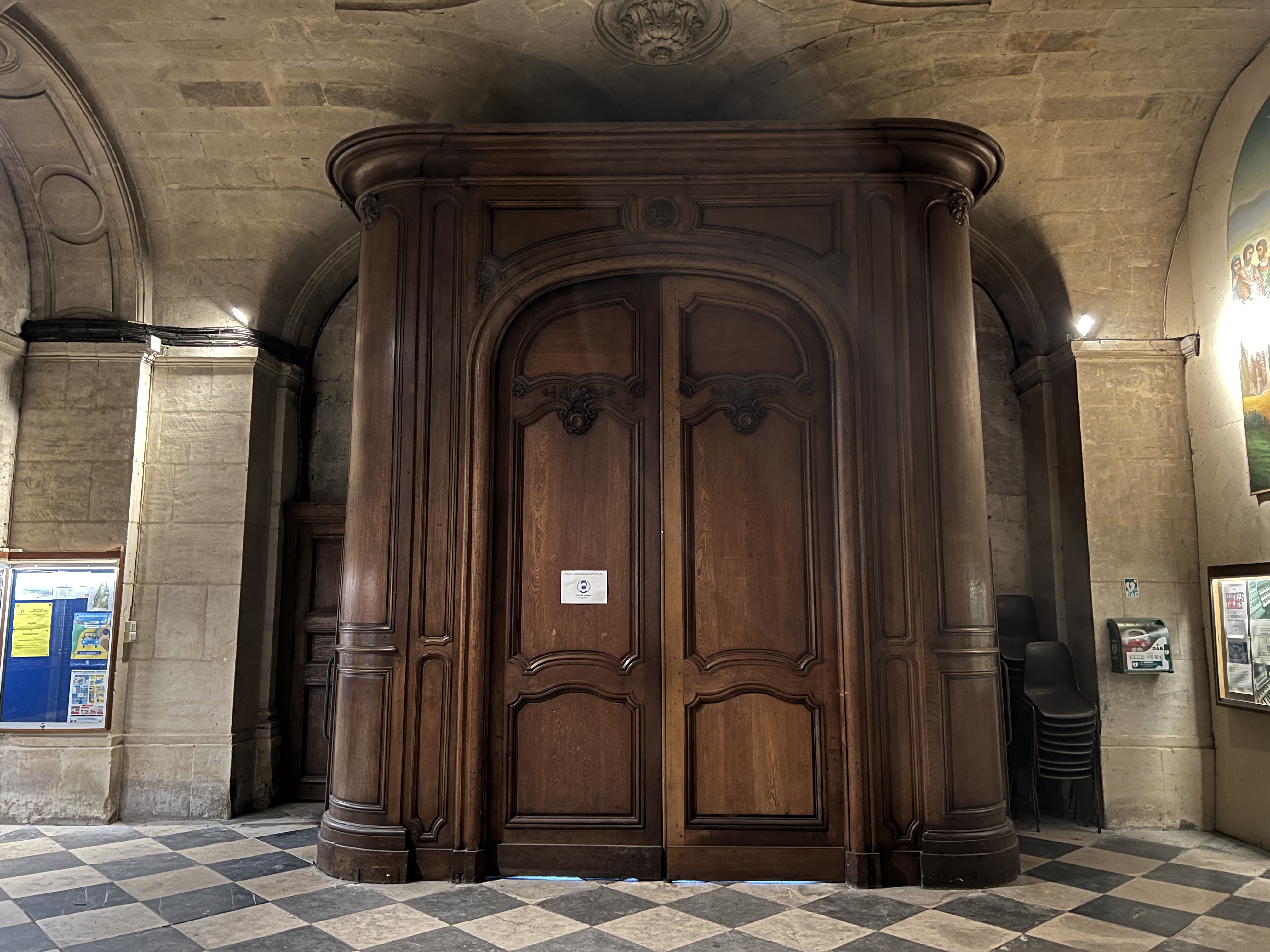
Tambour de porte du grand portail.
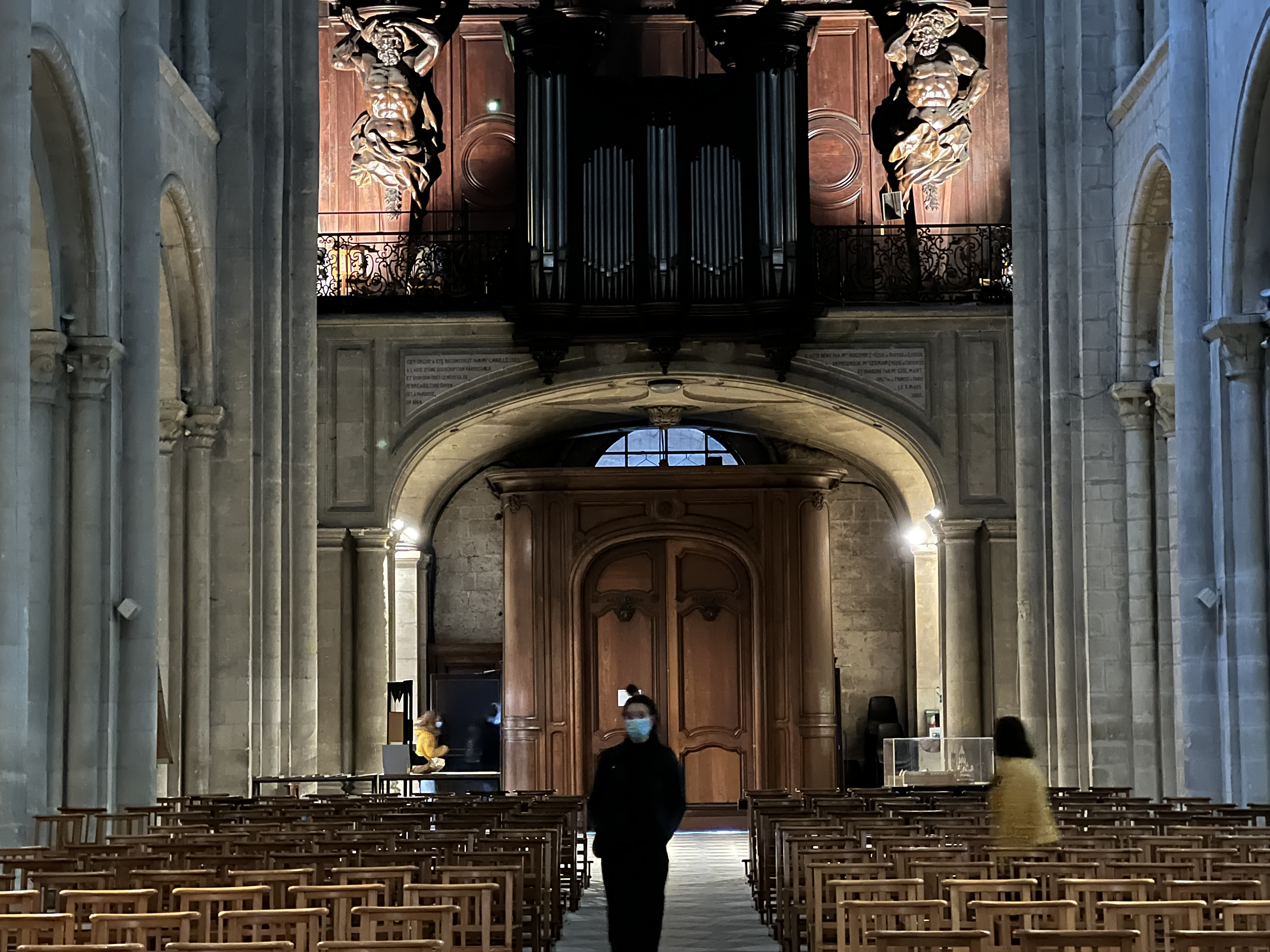
Vue générale de la porte sous la tribune de l'orgue.

### Patrimoine mobilier

#### Le mobilier et les objets liturgiques
L'église abrite un important mobilier liturgique dont une partie est protégée aux titres des monuments historiques :
- un lutrin[33] ;
- deux crédences[34] ;
- un cierge pascal[35] ;
- la croix et les six chandeliers sur le maître-autel[36].

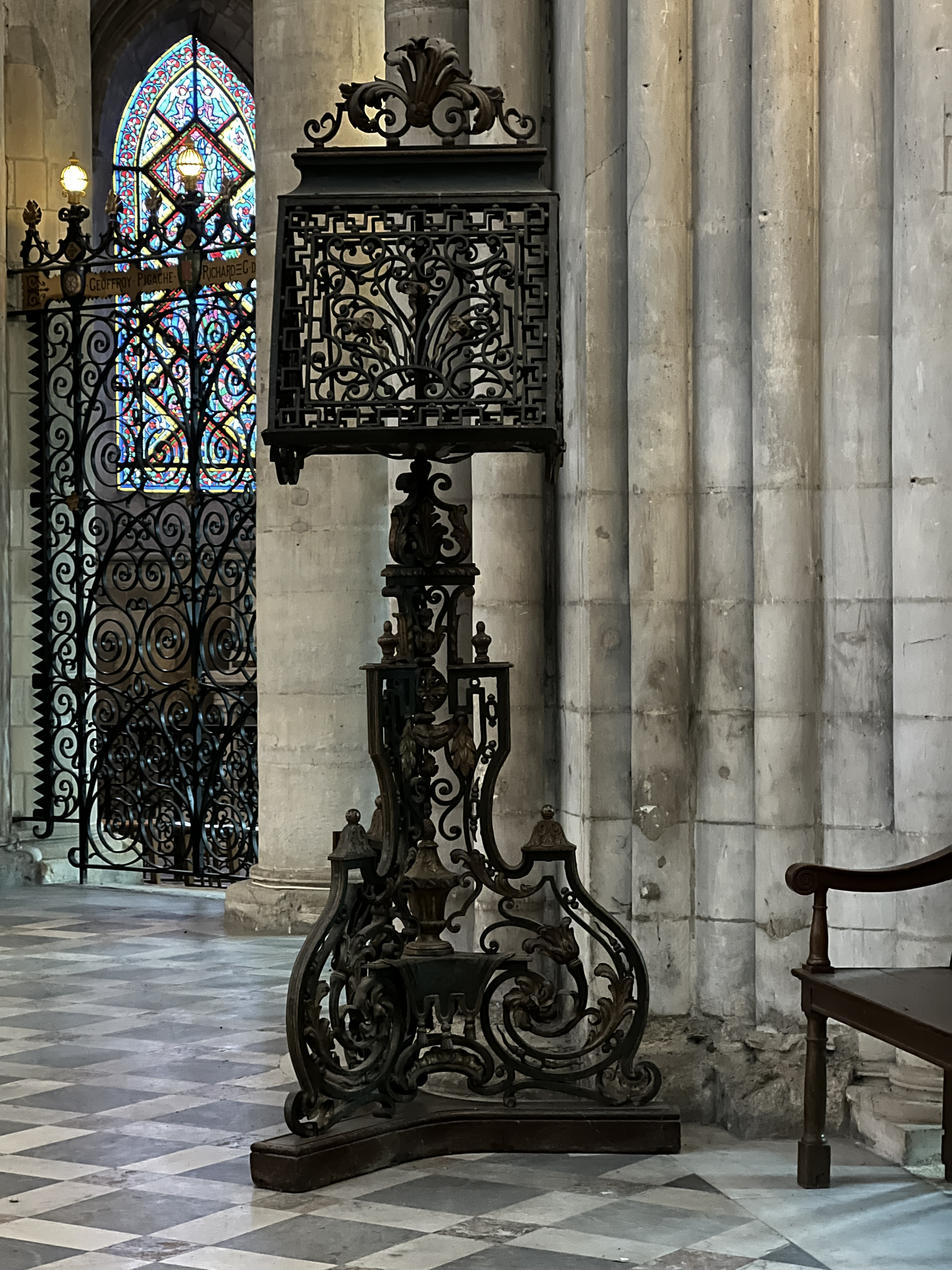
Lutrin classé monument historique.

#### Les reliquaires
Plusieurs reliquaires sont également exposés. Les reliques les plus importantes sont celles de saint Fidèle.

Reliquaires
Saints Honorat, Salvat, Aurelle, Urbain, Modeste.
Saints Fauste, Donate, Clément, Fortunate.
Saints Vincence, Placide, Honorat, Vincent, Felix et saintes Candide et Claire.
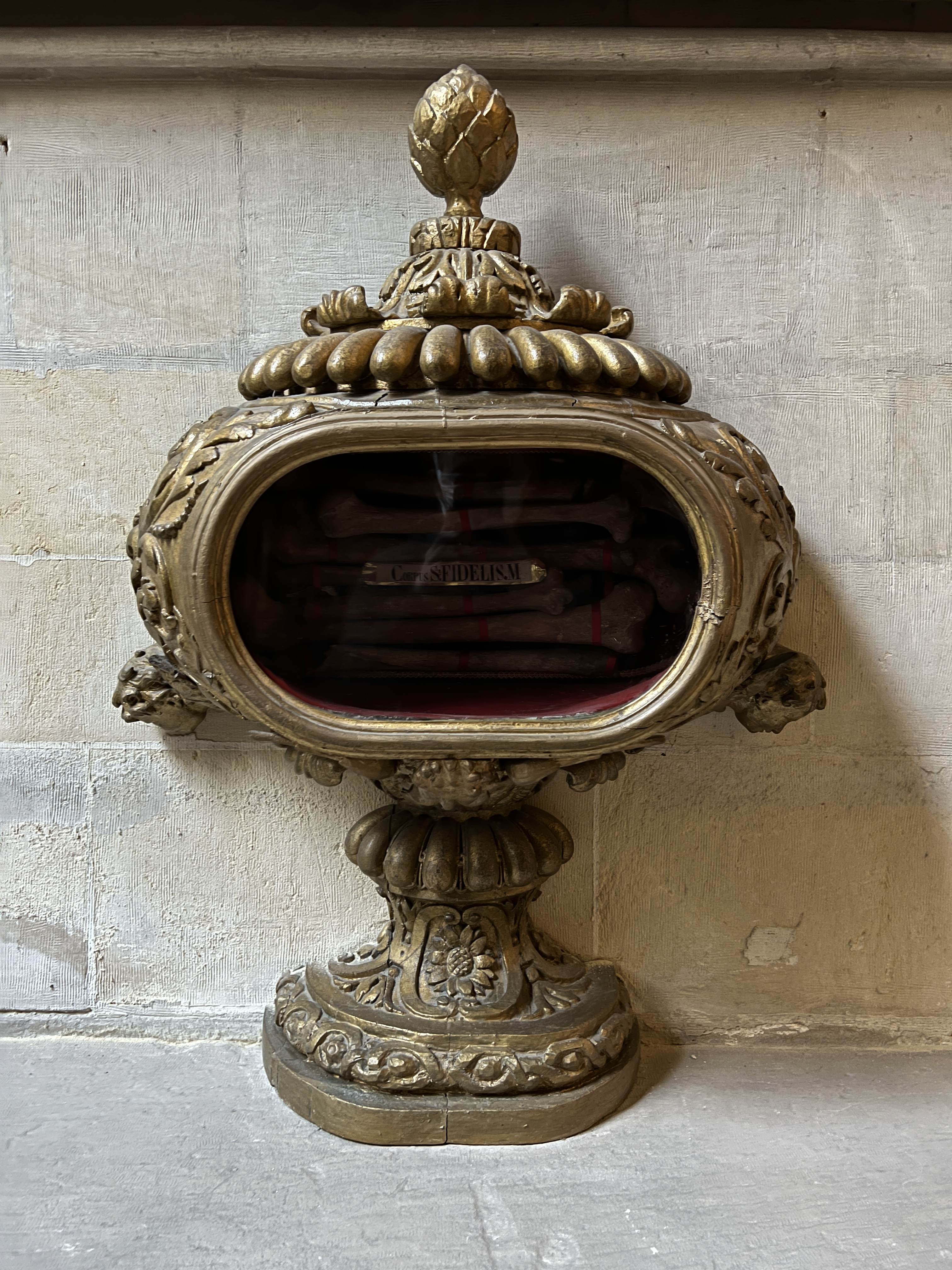
Saint Fidèle.

#### Les tableaux
L'église abrite également de nombreux tableaux protégés au titre des monuments historiques en tant qu'objet.
- Quatre tableaux classés :
  - Lapidation de saint Étienne, attribué à Charles Mellin, première moitié du XVIIe siècle[37] ;
  - L'Adoration des Mages de Claude Vignon, entre 1632 et 1640[38] ;
  - Saint Jean à Patmos, XVIIIe siècle[39] ;
  - Guillaume le Conquérant, 1786[40].
- Dix-huit tableaux inscrits :
  - Nativité, XVIIe siècle[41] ;
  - Éducation de la Vierge, XVIIIe siècle[42] ;
  - Résurrection du fils de la veuve de Naïm, de Descotils, fin XVIIIe siècle-début XIXe siècle[43] ;
  - Bonne mort de saint Joseph, premier quart du XIXe siècle[44] ;
  - Jésus guérit un aveugle, de Descotils, 1852[45] ;
  - Jésus et la samaritaine, de Descotils, 1853[46] ;
  - Jésus et les disciples d'Emmaüs, de Descotils, 1853[47] ;
  - Tobie et l'ange Raphaël, 1858[48] ;
  - Christ consolateur des affligés, de Descotils, 1858[49] ;
  - Immaculée Conception, de Descotils, 1859[50] ;
  - Éducation de la Vierge, de Descotils, 1859[51] ;
  - Présentation de la Vierge au temple, de Descotils, 1859[52] ;
  - Baptême du Christ, de Descotils, 1861[53] ;
  - Crucifixion, milieu du XIXe siècle[54] ;
  - Vierge de l'Annonciation, XIXe siècle[55] ;
  - Prédication de saint François-Xavier, XIXe siècle[56] ;
  - Assomption[57] ;
  - Présentation de Jésus au Temple[58].

Le chemin de croix, constitué de quatorze tableaux peints en 1820 par le peintre caennais Jacques Noury, est inscrit en 1977. Mais ces tableaux sont transportés dans l'église Saint-Jean de Caen vers 1984.

Les tableaux classés
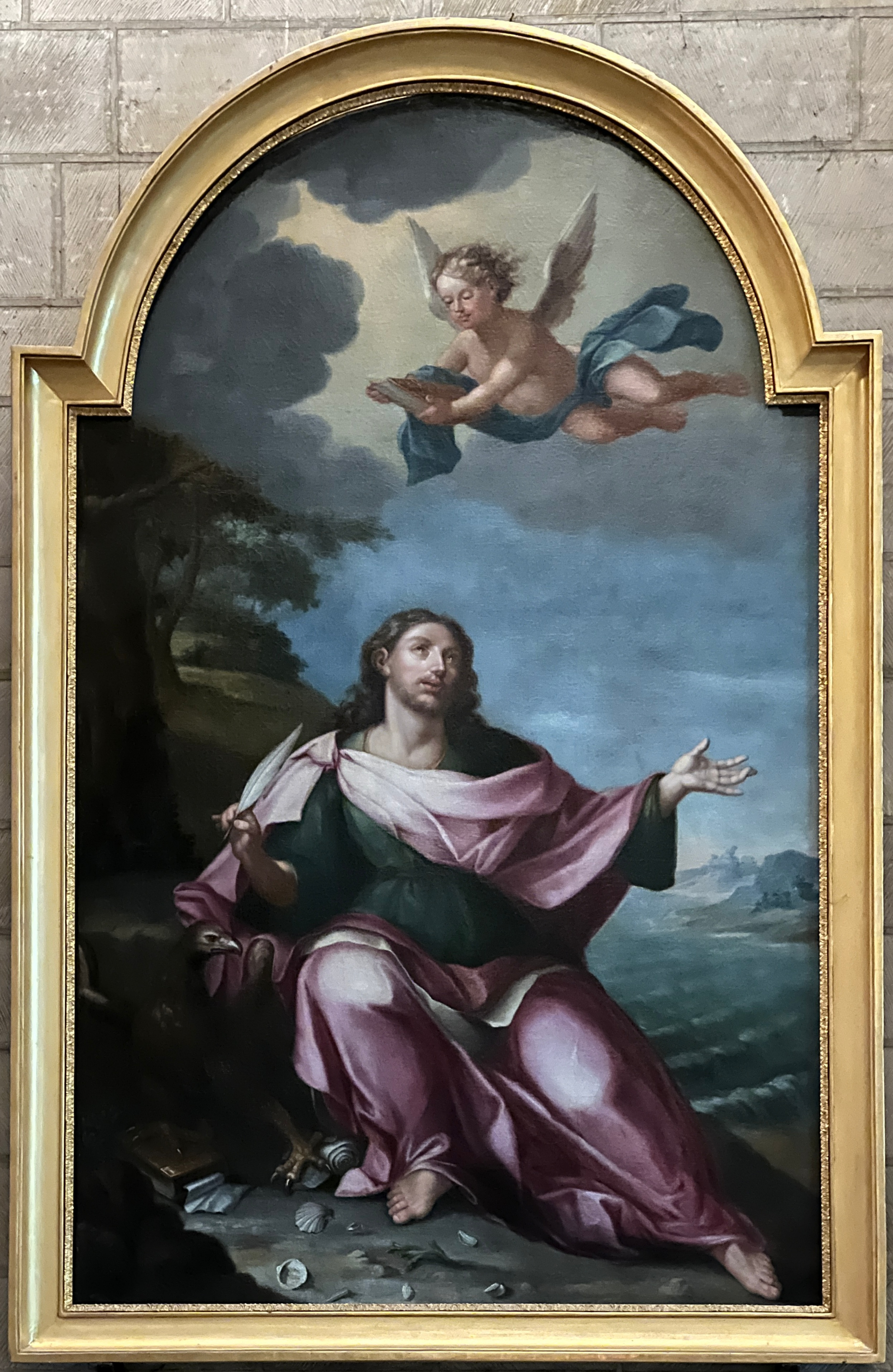
Saint Jean à Patmos.
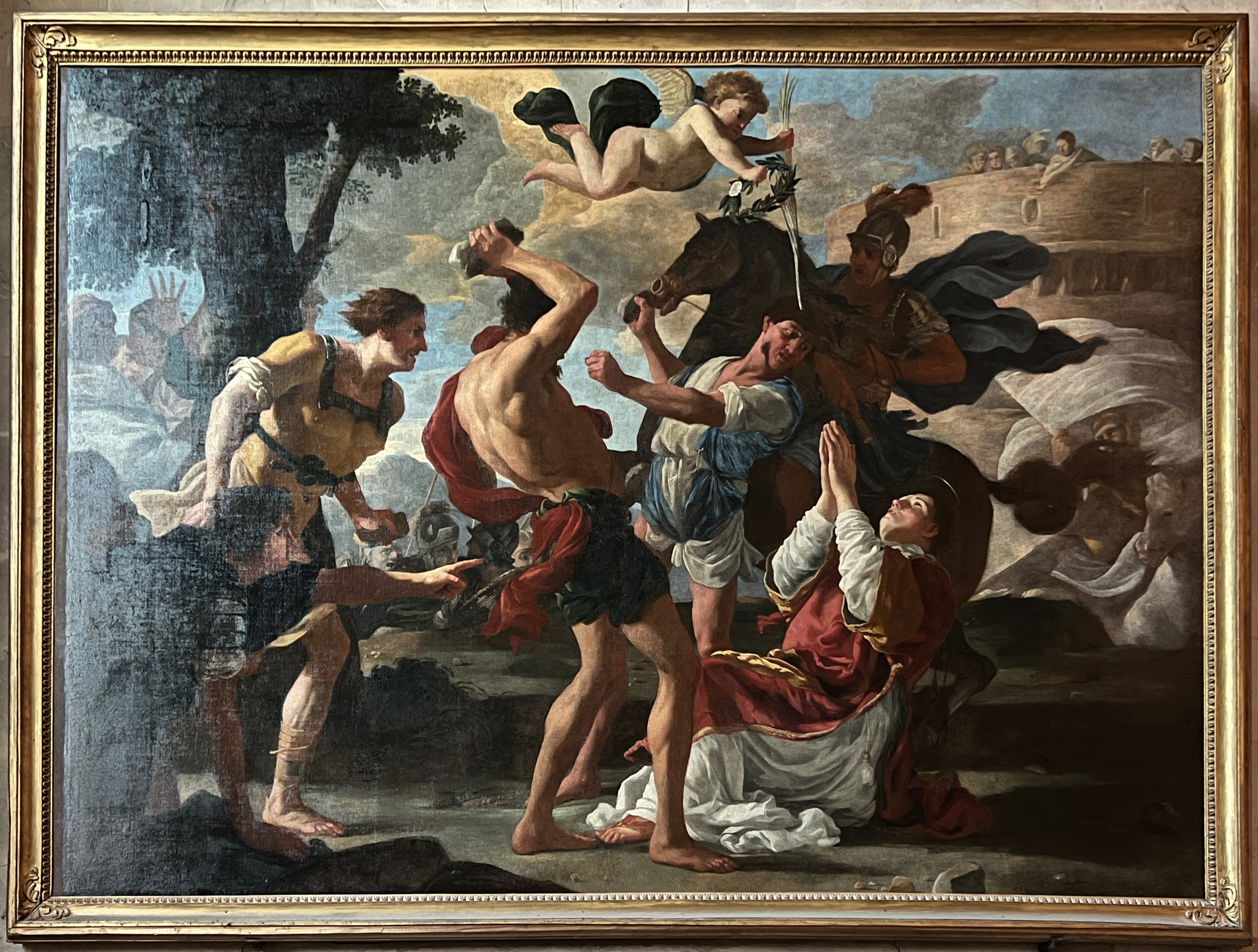
Lapidation de saint Étienne, attribué à Charles Mellin.
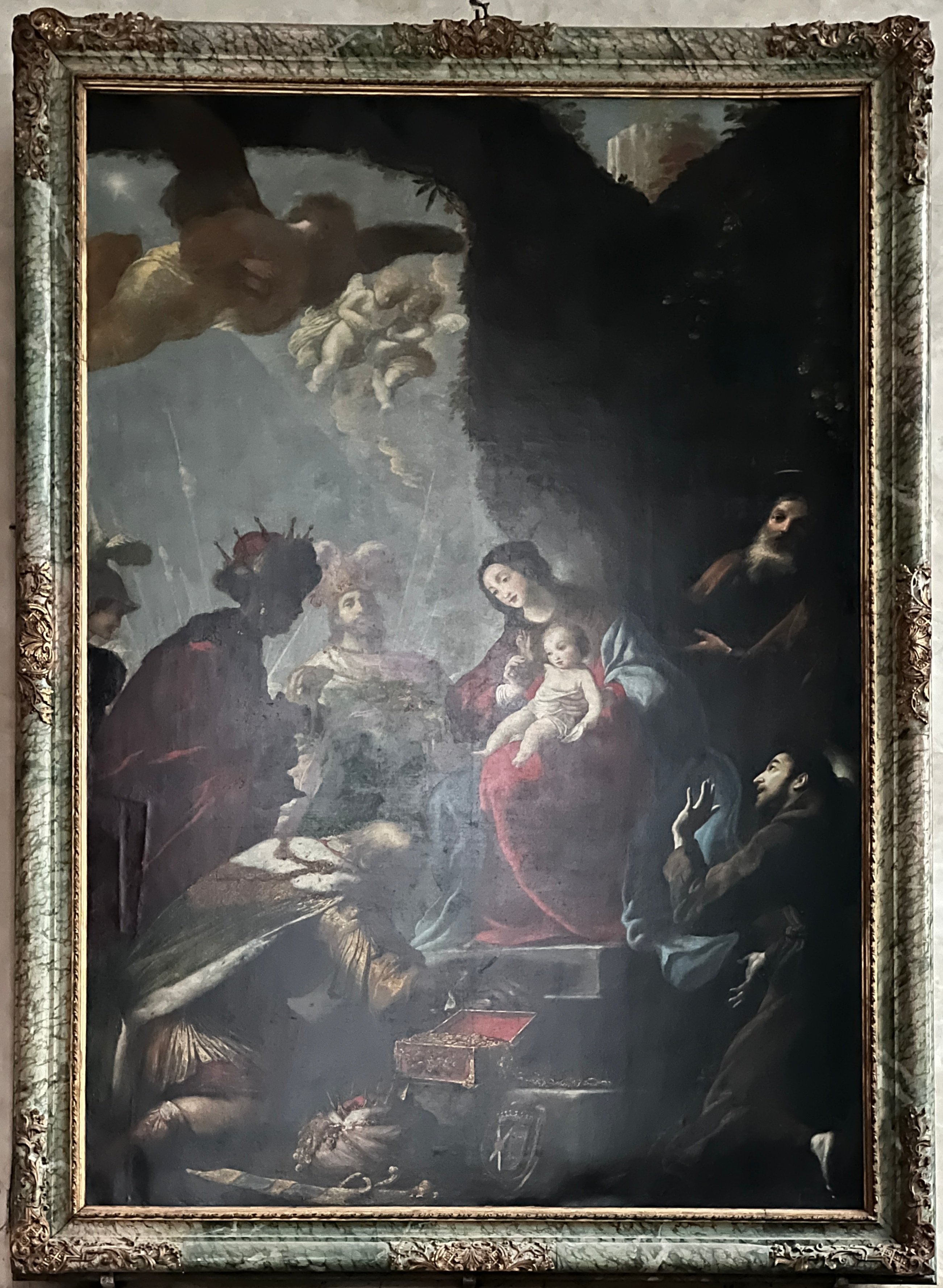
Adoration des anges de Claude Vignon.